# Polychromie in de westerse cultuur
De polychromie in de westerse cultuur betreft de toepassing van meerdere kleuren in en op onder meer keramiek, beeldhouwwerken en bouwwerken vanaf de klassieke oudheid tot de moderne tijd in de westerse wereld. De term polychromie wordt sinds de 19e-eeuwse herontdekking van het kleurgebruik in de Griekse en Romeinse oudheid veel gebruikt in de kunstgeschiedenis en archeologie.

## Klassieke beeldhouwkunst en architectuur

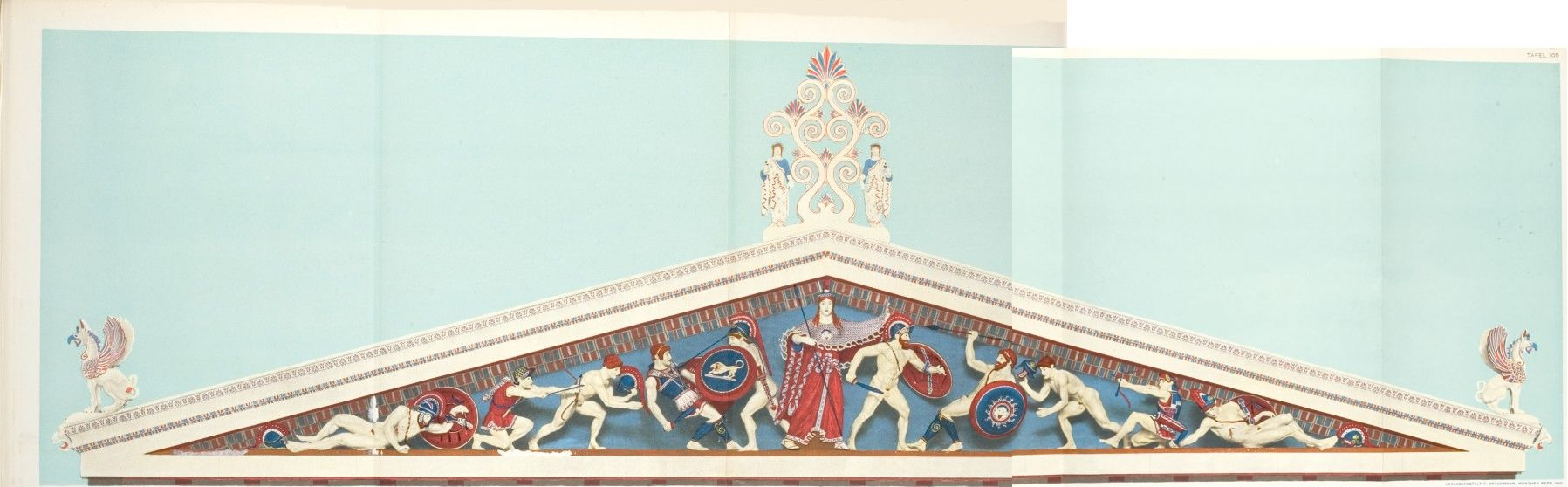
Reconstructie van het oostelijke fronton van de Tempel van Aphaia op Aegina, Griekse Oudheid

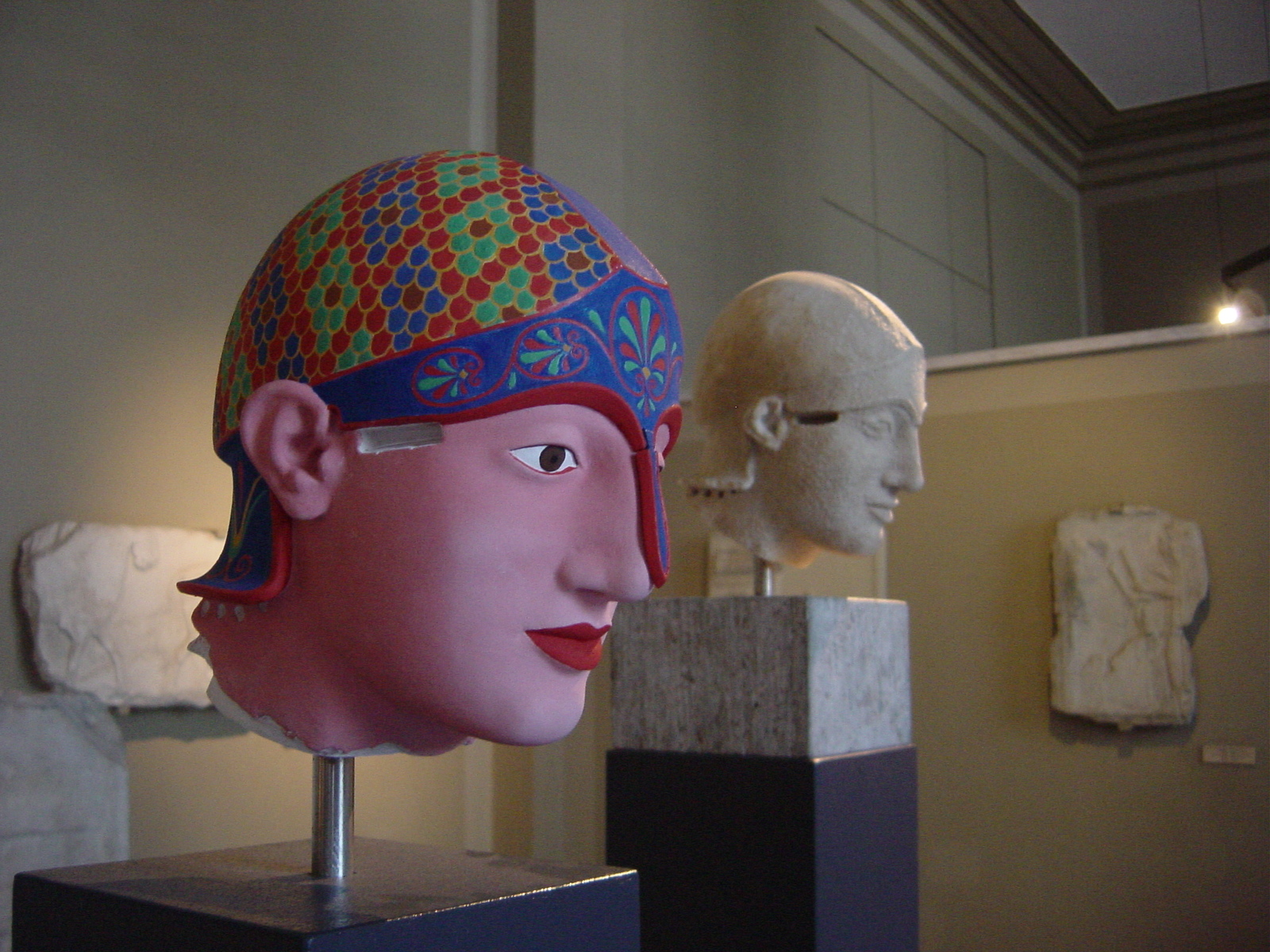
Reconstructie van een buste (ca. 485–480 v.Chr.) van een Griekse soldaat afkomstig uit de Tempel van Aphaia op Aegina. De kleuren sluiten aan op die van het Oude Egypte.

De westerse cultuur kent haar oorsprong grotendeels in de oosterse en Egyptische beschavingen. De ontwikkeling van onder meer de Egyptische kunst werd voortgezet door de Grieken in de archaïsche en klassieke periode. Dat geldt ook voor het kleurgebruik. Tussen de klassieke en de hellenistische periode veranderde de representatie op het platte vlak duidelijk naar de frontale benadering en werd de kleur uiteindelijk schilderachtiger toegepast. In de Dorische orde werd polychromie volgens vaste regels toegepast. Op belangrijke onderdelen van de gebouwen werd een kleurlaag aangebracht die overeenkwam met de toon van het materiaal. Het waardevolle Pentelische marmer bleef onbeschilderd. Onderdelen van het hoofdgestel, zoals de metopen, mutuli, sluitstenen en de sima, werden gedecoreerd met vooral de kleuren blauw, rood en geel. Bij de Romeinen werd een breed palet van pigmenten gebruikt in combinatie met meerdere toepassingstechnieken.
In de Romeinse schriftelijke overleveringen wordt beperkt gewag gemaakt van de schilderingen. De belangrijkste informatie komt van Plinius de Oudere en Vitruvius. Zo schreef Plinius dat de beeldhouwer Praxiteles van al zijn beelden de werken die door Nicias waren beschilderd als zijn beste werken beschouwde, wat een aanwijzing is dat het beschilderen van de beelden een onderscheidende specialiteit was.
Naast de beschilderde polychromie had ook materiaalpolychromie een rol in de Romeinse kunst, zowel in de beeldhouwkunst als in de architectuur. Bij bronzen beelden werden legeringen van verschillende kleuren gebruikt, werd afgewisseld in de manier van patineren en werden voor onderdelen zoals de ogen en lippen soms andere materialen gebruikt, zoals marmer en koper. De toepassing van polychrome marmeren vloeren in theaters, met onder meer de rode kleur, deed vermoedelijk tijdens de heerschappij van keizer Augustus de intrede.

### Onderzoek en reconstructies
Omdat de kleurstoffen in de loop der tijd vrijwel volledig zijn vergaan of vervaagd, werd in de bestudering van de kunstgeschiedenis lange tijd aangenomen dat de Griekse beeldhouwkunst en architectuur enkel draaiden om vormen en ruimtes. Men was het gebruik van pigmenten zelfs als onderontwikkeld en barbaars gaan beschouwen. De Griekse cultuur, die als ideaal werd beschouwd, was juist bekend komen te staan om de maagdelijke, plastische vormgeving. Van de verfresten die wel werden gevonden werd gedacht dat deze later waren aangebracht. Zo schreef de Duitse filosoof Georg Wilhelm Friedrich Hegel over Griekse beelden:
De beeldhouwkunst [...] maakt [...] enkel gebruik van de ruimtelijke vormen van de menselijke figuur en niet van picturale kleuring. Het beeldhouwwerk is in zijn geheel genomen monochroom, vervaardigd uit wit en niet uit polychroom bont marmer.— Wilhelm Hegel in de jaren 1820

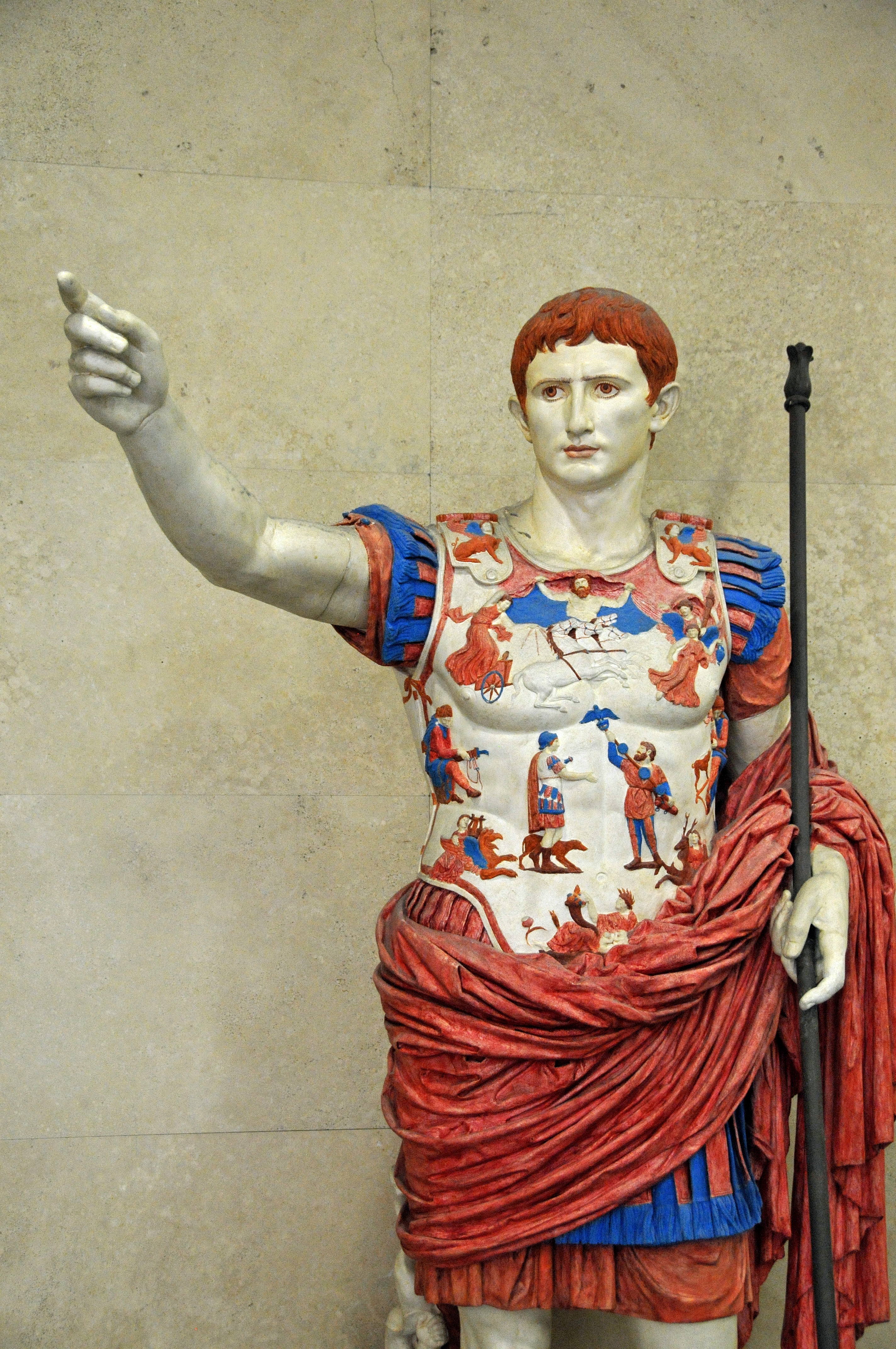
Reconstructie van het beeld Augustus van Prima Porta (Romeinse Oudheid), dat in het polychromiedebat over de klassieke kunst een belangrijke rol had.

In de 19e eeuw werd de veelkleurigheid van de klassieke kunst herontdekt, nadat onder meer James Stuart en Nicholas Revett in de 18e eeuw al sporen van kleur hadden gerapporteerd. In 1814 verscheen met het werk Le Jupiter Olympien van de Franse architectuurtheoreticus Quatremère de Quincy een van de eerste omvangrijke studies over kleurgebruik op beeldhouwwerken, waarin hij zich nog vooral richt op het gebruik van goud en ivoor. Het jaar erop bracht de Duitse beeldhouwer Johann Martin von Wagner het kleurgebruik onder de aandacht met de publicatie van een onderzoek naar de Tempel van Aphaia op Aegina, waarin de redacteur van het boek, de Duitse filosoof Friedrich von Schelling, aanvullingen deed op basis van het werk van Quatremère de Quincy.
Deze nieuwe inzichten leidden vanwege de heersende opvattingen van het neoclassicisme met name in Frankrijk tot een 'polychromiedebat'. De Parijse architect Jacques Ignace Hittorff, die ook archeologisch onderzoek verrichtte, had een leidende rol in het debat, en vond de Franse architecten Henri Labrouste en Léon Vaudoyer aan zijn zijde. Naar aanleiding van een toespraak van Hittorff op de Universiteit van Parijs, werd ook architectuurstudent Gottfried Semper gegrepen door deze nieuwe discipline binnen de oudheidkunde. Hittorff publiceerde zijn onderzoek in het invloedrijke werk L'Architecture polychrome chez les Grecs (1851). Ook het werk Dorische Polychromie (1886) van Ludvig Fenger kreeg grote bekendheid. Het onderwerp raakte na de Eerste Wereldoorlog naar de achtergrond, tot het in de jaren 1960 vernieuwde aandacht kreeg.
Het in 1863 gevonden Romeinse beeld Augustus van Prima Porta vormt een belangrijk onderzoeksobject in het onderzoek naar polychromie in de klassieke oudheid, omdat het zowel Griekse als Romeinse kenmerken heeft. Door de jaren heen verschenen meerdere gekleurde reconstructies. Op basis van een pigmentanalyse in 2001 werd een kleurenpalet van zes/zeven kleuren vastgesteld, waaronder vier verschillende tinten rood en bruin. Het beeld was niet volledig beschilderd waardoor het kostbare Parische marmer (lychnites) zichtbaar bleef.
Het meeste onderzoek is gericht op de beeldhouwkunst uit de Griekse archaïsche periode, vroeg-klassieke periode en hellenistische periode, en op het Romeinse Keizerrijk. Het onderzoek naar de polychromie van bronzen beelden is pas veel later op gang gekomen. Onderzoek naar polychrome terracotta richt zich veelal op de hellenistische periode.

#### Onderzoeksmethodiek
Bij schilderingen op droog gips zijn de pigmenten in de loop der tijd, met de afbraak van organische bindmiddelen, losgekomen van de ondergrond. Onder vergroting en onder sterk licht zoals zonlicht kan het oppervlak worden onderzocht op de gelaagdheid van pigmenten en de mate waarin de bovenste lagen zijn afgeschilferd. In eerste instantie werd veelal aangenomen dat de Griekse bouwwerken volledig gepolychromeerd waren geweest. Er verschenen dan ook volledig beschilderde reconstructies. Op basis van nader onderzoek op Griekse bodem ontstond een voortschrijdend inzicht dat de kleurtoepassing onder de Grieken genuanceerder was. Bij recent onderzoek wordt ook gebruik gemaakt van een chemische analyse, ultraviolet-fotografie en microscopische scans.

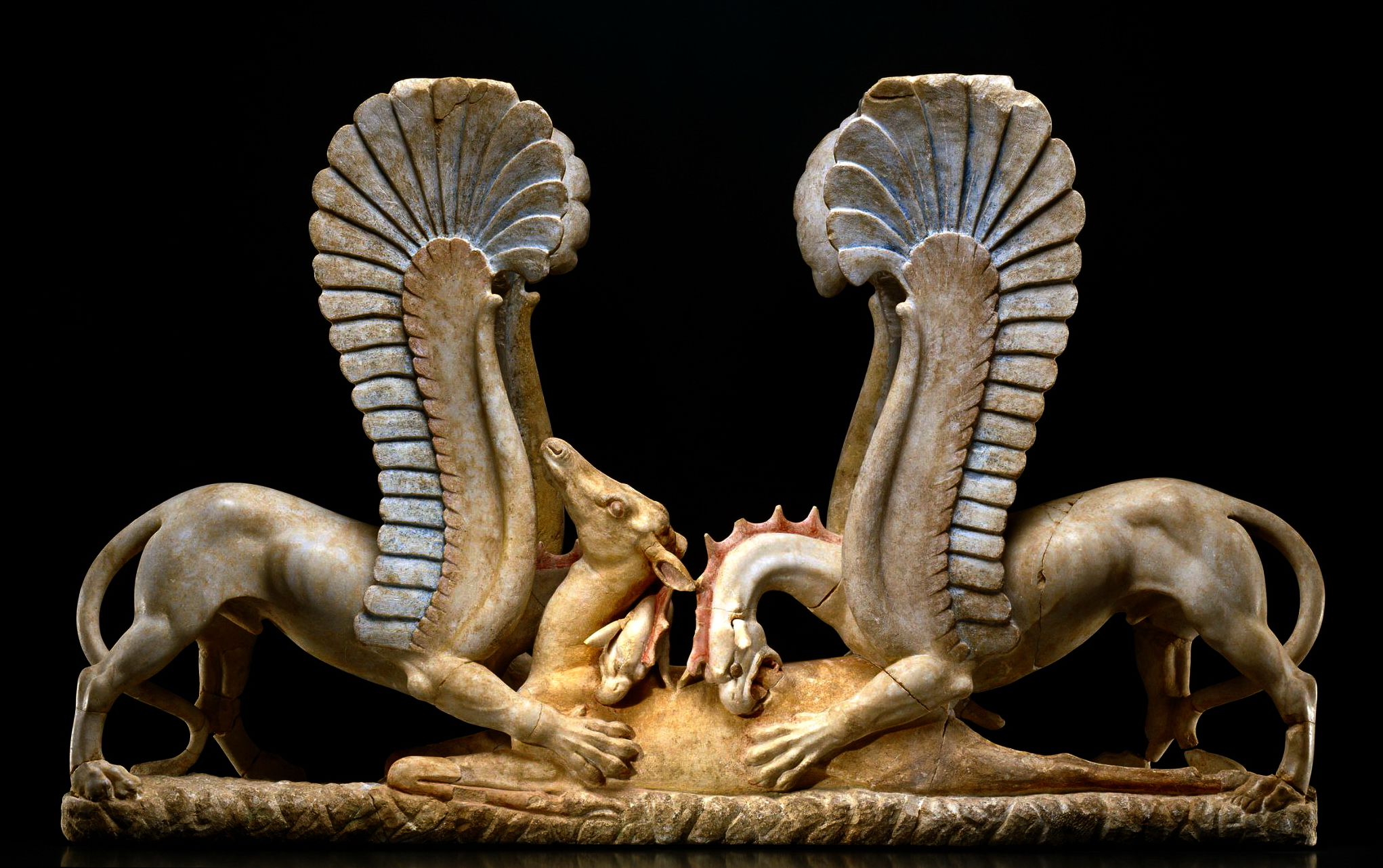
Daunische tafelsokkel (Trapezophoros, 4e eeuw v.Chr.) als onderdeel van een graf, uitgevoerd uit verschillende kleuren marmer.
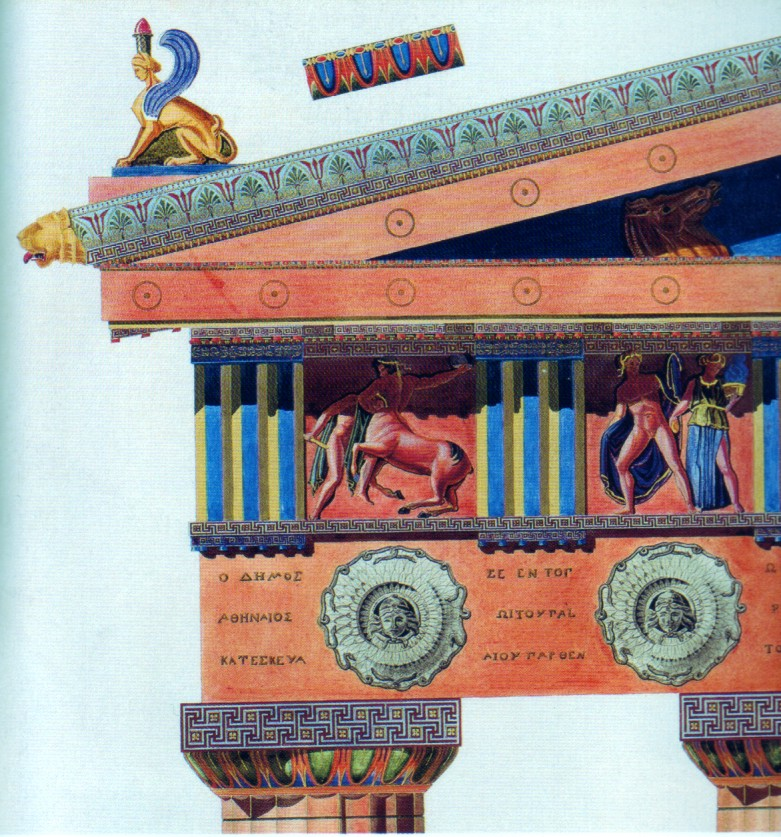
Detailreconstructie (1836) van het Griekse Parthenon door kunsthistoricus Gottfried Semper
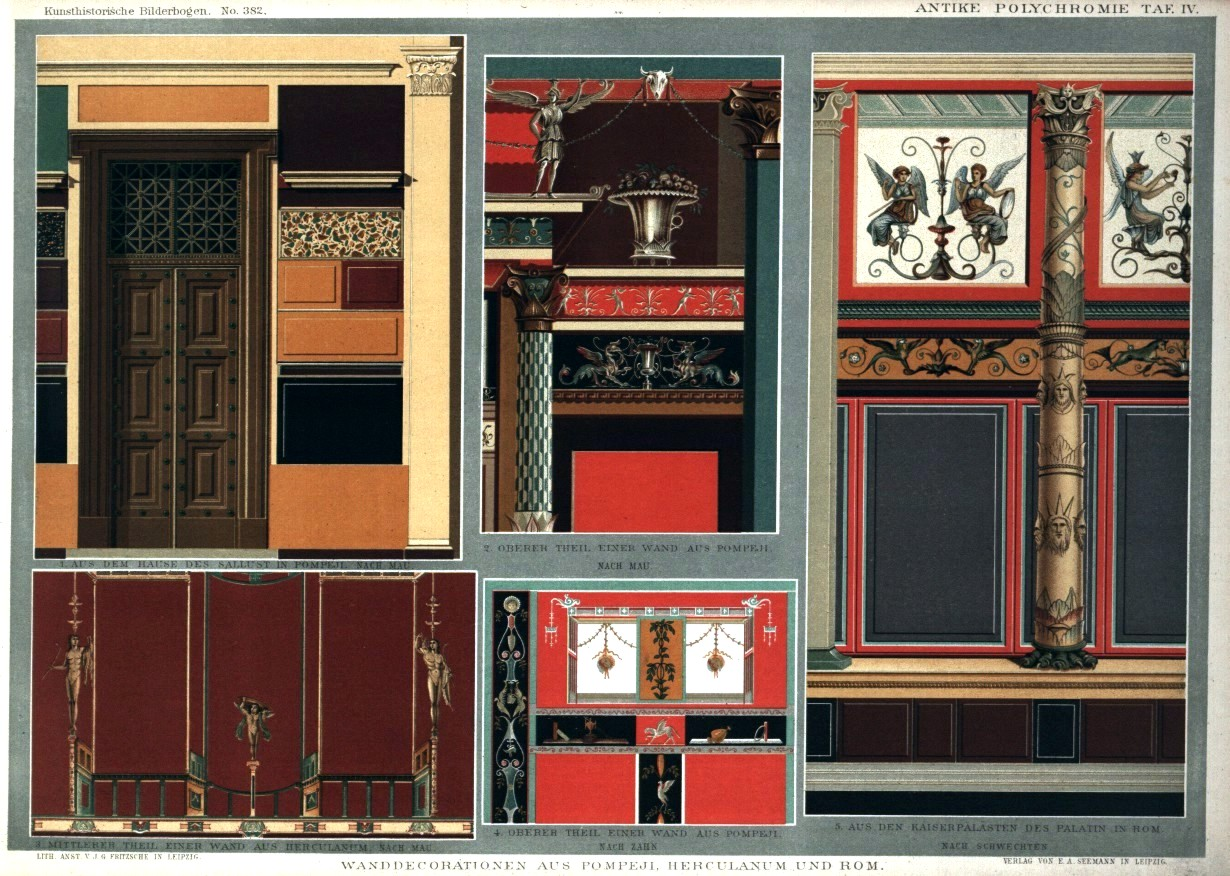
Reconstructies (1883) van wanddecoraties uit Pompeï, Rome en Herculaneum
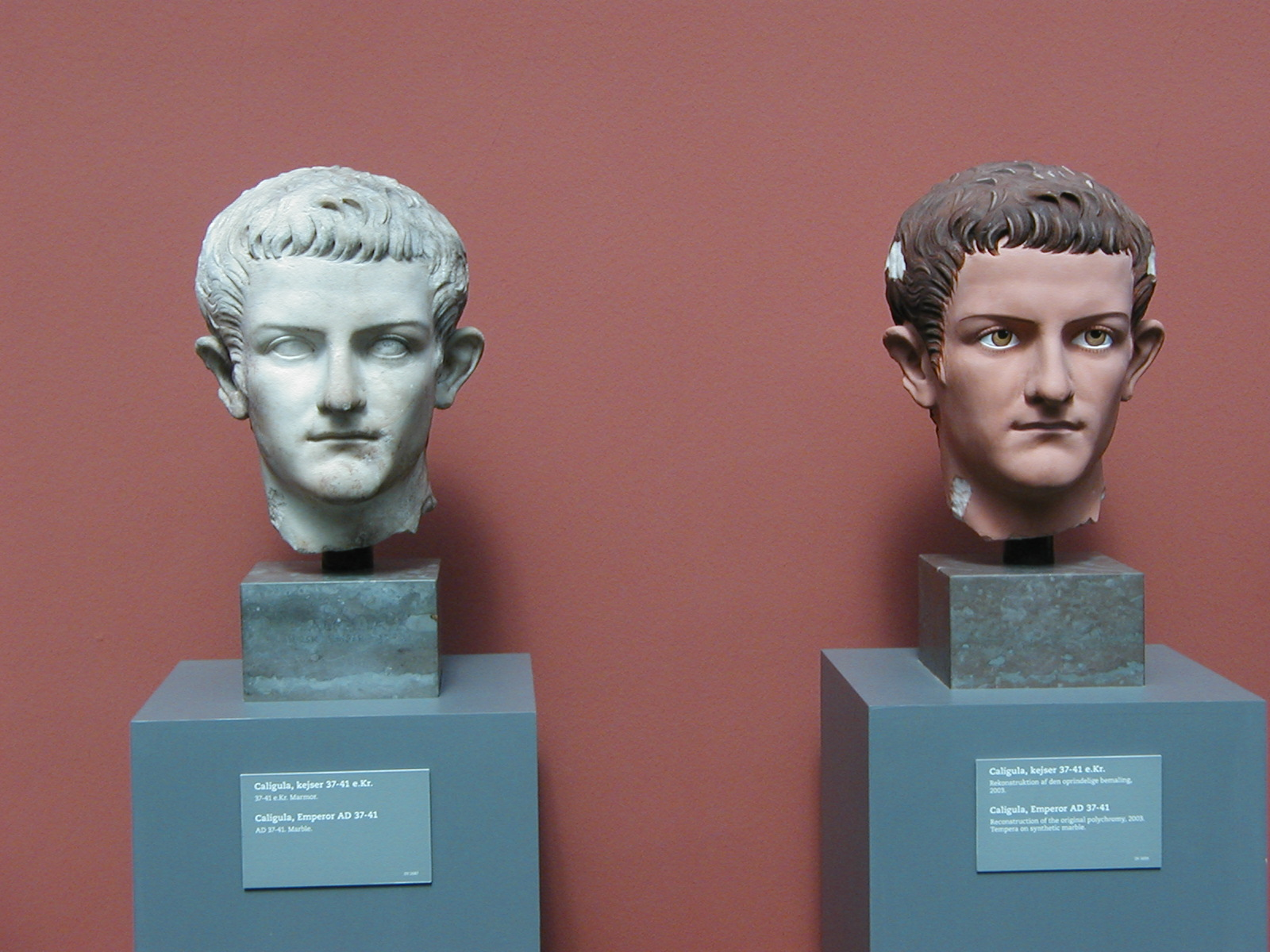
Reconstructie (rechts) van een buste van de Romeinse keizer Caligula (12–41 n.Chr.)
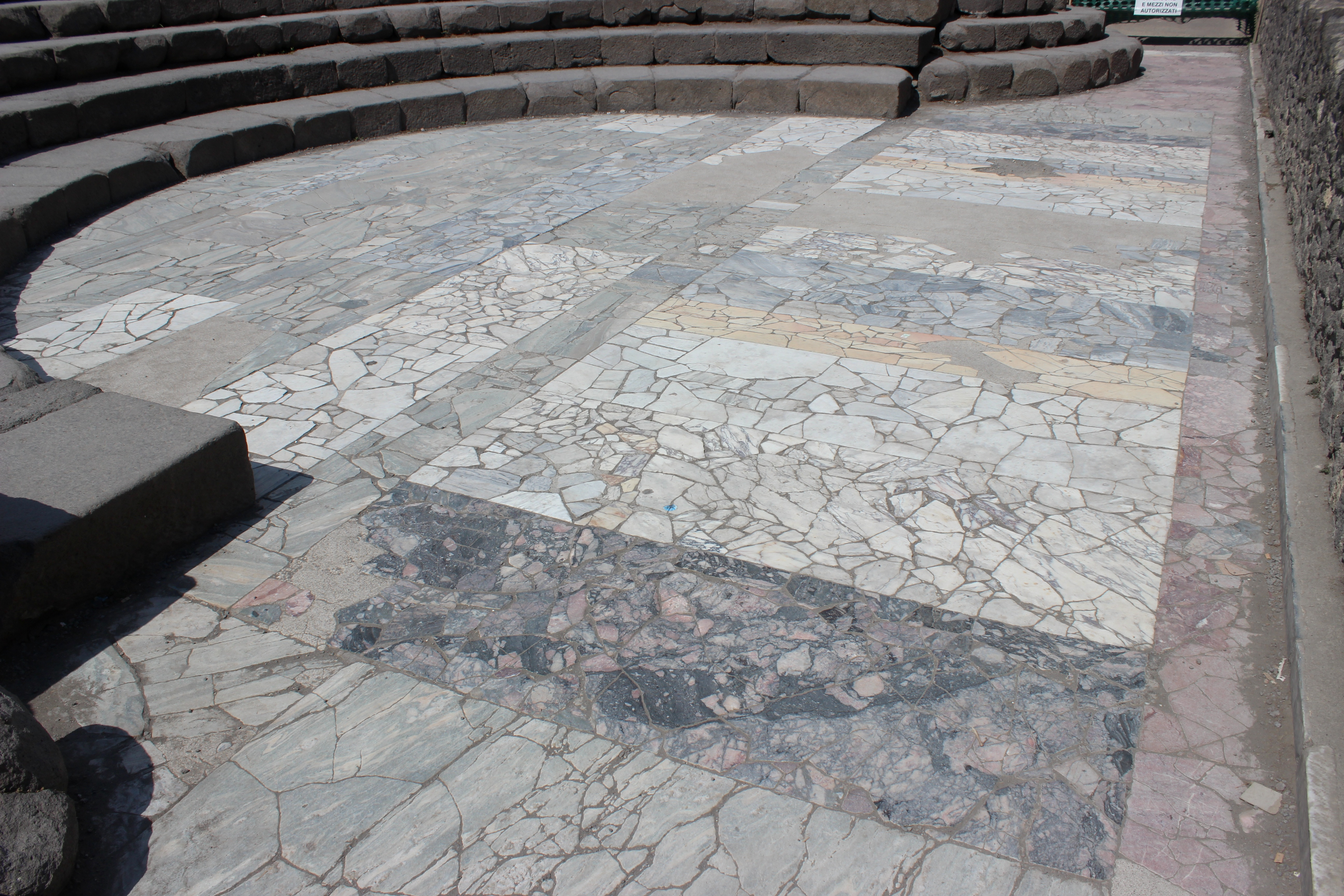
Polychrome marmeren vloer in het Odeion van Pompeï

## Sieraden uit de Late oudheid

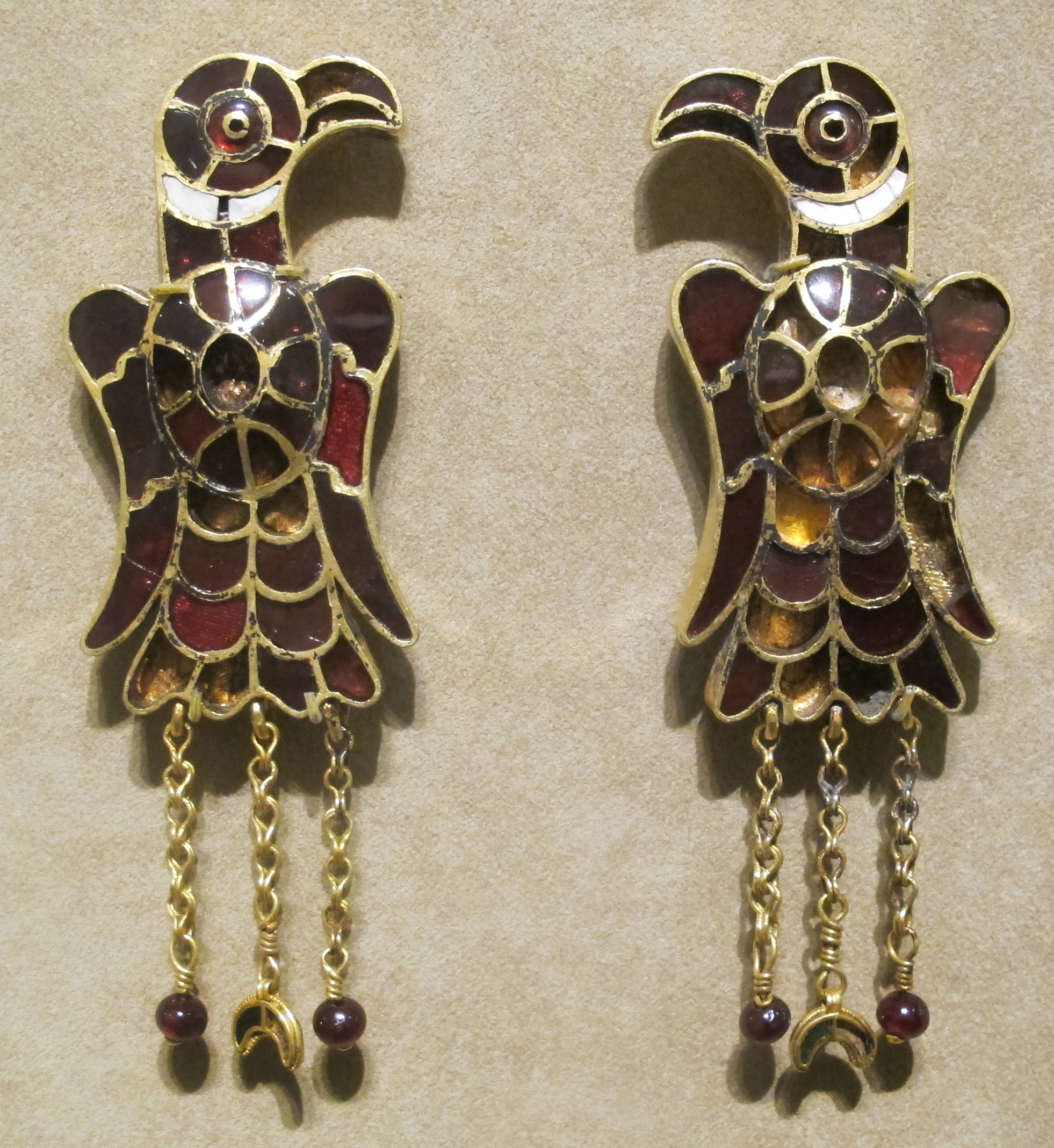
Ostrogotische oorbellen in de dierstijl

Met betrekking tot de late oudheid wordt de term polychromie in belangrijke mate gebruikt bij de beschrijving van verschillende kunststijlen van Germaanse volken zoals de Sarmaten, de Goten en de Hunnen, waaronder de specifiek zo genoemde polychrome stijl. Deze omvatte in het bijzonder de technieken cloisonné, filigraan en granulatie voor de vervaardiging van sieraden en decoratie van wapens. Lang werd aangenomen dat de stijl zich in Pannonië aan het hof van Attila de Hun had ontwikkeld en zich vanuit dat gebied door de Hunnen en (andere) Germaanse volken had verspreid naar Midden-, Zuid- en West-Europa en zelfs Noord-Afrika. Doordat daar echter vondsten zijn gedaan die gedateerd zijn op periodes vóór de komst van de Hunnen, worden ook andere gebieden als oorsprong aangewezen. Een belangrijke ontwikkeling van de polychrome stijl lijkt te hebben plaatsgevonden op het grondgebied van de Sassaniden en Iberië (in het huidige Georgië) en het oostelijke Middellandse Zeegebied. In de zogenaamde dierstijl werden zowel echte als fictieve dieren kleurrijk afgebeeld in onder meer sieraden. Het polychrome element in deze stijl was bij de Goten tijdens de Grote Volksverhuizing in de zesde eeuw wijdverbreid en bleef in de zevende eeuw een kenmerkend onderdeel bij de Visigoten.

## Christelijk-middeleeuwse architectuur en beeldhouwkunst
De polychromie werd in de middeleeuwse kerken toegepast op bouwkundige delen zoals ornamenten, op glas en op altaren zoals retabels en houtsnijwerk. De meeste (zowel houten als stenen) beelden die in de middeleeuwen werden gemaakt, werden gepolychromeerd. De Franse kunsthistoricus Louis Courajod (1841-1896) merkte in de 19e eeuw op dat feitelijk alle beelden polychroom beschilderd waren geweest, tenzij er vanwege bijvoorbeeld geldgebrek niet aan toegekomen was. Er bestonden verschillende methodes waarop de polychromie werd aangebracht. Bij beelden bestond de ondergrond veelal uit een dunne laag fijngemalen krijt vermengd met lijm, die na  drogen was geschuurd. Hierop werd een patroon getekend, waarop de kleur of een voorbereidende laag voor de goudlaag werd aangebracht. Bij muurschilderingen was ten zuiden van de Alpen de fresco-techniek dominant, waarbij pigmenten op een natte ondergrond worden aangebracht en zich daardoor goed hechtten. In de romaanse muurschilderkunst werd, vooral ten noorden van de Alpen, vaak op een droge ondergrond geschilderd (a secco), waarbij ten behoeve van de hechting bindmiddelen werden toegevoegd. Bij een tussentechniek (mezzo-fresco) werd de gedroogde ondergrond weer oppervlakkig nat gemaakt. Sommige romaanse muurschilderingen worden gekenmerkt door gekleurde grondlagen, zoals de donkerblauwe die veel voorkomt in Bourgondië.
Meestal werd een beperkt kleurenpalet gebruikt waarmee sterke contrasten werden gemaakt. Hierdoor konden figuren optioneel sterk tegen elkaar worden afgezet en de dieptewerking worden vergroot. In de romaanse schilderingen werden als hoofdkleuren donkerrood en groen gebruikt, voor gelaat en handen veelal een huidskleur en voor ornamenten zwart en bruingeel. De achtergronden bleven meestal eenkleurig of onbeschilderd. Het belangrijkste onderscheidende kenmerk van de romaanse beeldenpolychromie ten opzichte van de beschildering in de gotiek lag volgens de Duitse conservator-restaurateur Johannes Taubert (1922-1975) in de 'irrationele' verhouding tussen de fysieke vorm en de kleur. In de gotiek paste de kleur juist precies bij de vorm. Daarnaast begon men in de gotiek met de toepassing van vergulding in de versieringen en nam het gebruik van de kleuren blauw en rood toe. In de Noordelijke Nederlanden lijkt met groen, geel en vooral wit een iets breder palet te zijn gehanteerd dan in de zuidelijke Nederlanden. Het gebruik van goud nam steeds verder toe, tot in het begin van de 16e eeuw het goud ging overheersen.
Al aan het eind van de middeleeuwen lijkt het gebruik van kleur af te nemen. Zo bleef onder meer het eikenhouten Brüggemann-altaar (1514-1521) in de Dom van Sleeswijk volledig onbeschilderd. Halverwege de 16e eeuw nam de toepassing van polychromie verder af.
Veel van de romaanse kunst werd in de gotiek al overgeschilderd, en ook van de gotische polychromie is na de middeleeuwen veel verloren gegaan. Een heropleving van de middeleeuwse polychromie had plaats ten tijde van de neostijlen als de neogotiek en de neoromaanse stijl, zie paragraaf Neogotische en neoromaanse architectuur en beeldhouwkunst.

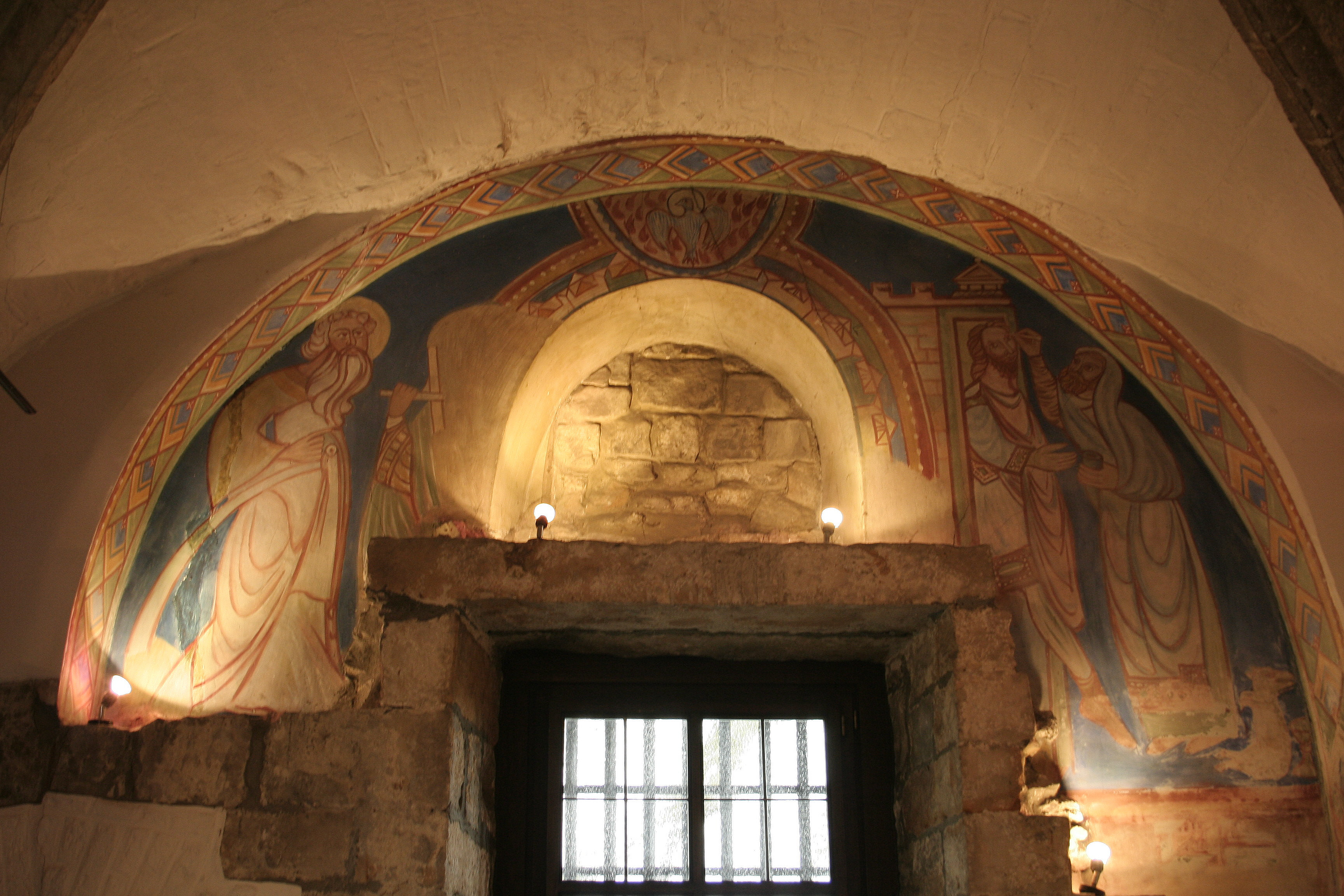
Kopie van de oorspronkelijke Romaanse fresco's in de 11e-eeuwse Sint-Calixtuskapel van het gravenkasteel in het Belgische Bergen
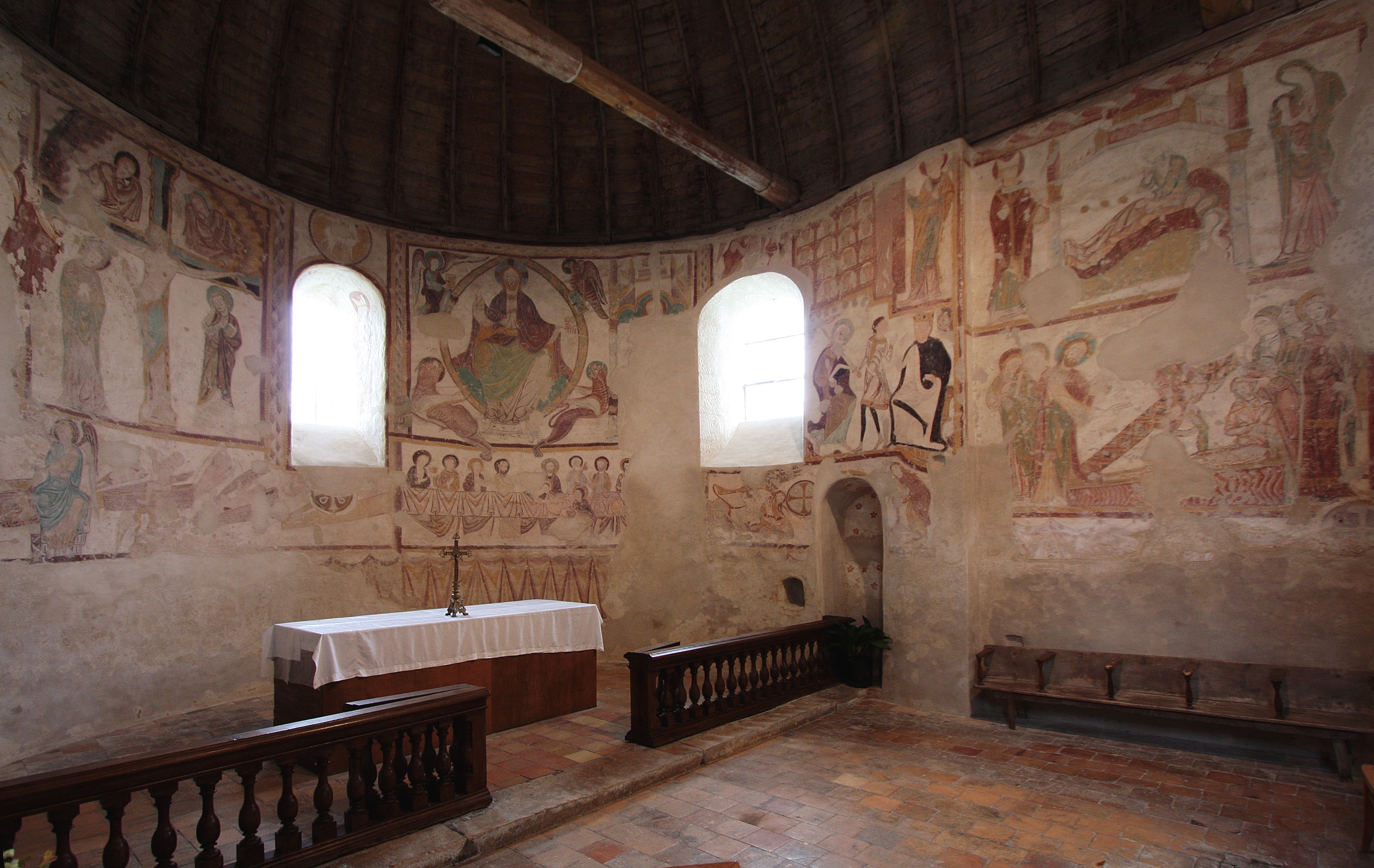
Romaanse fresco in de kerk van Saint-Jacques-des-Guérets (12e eeuw)
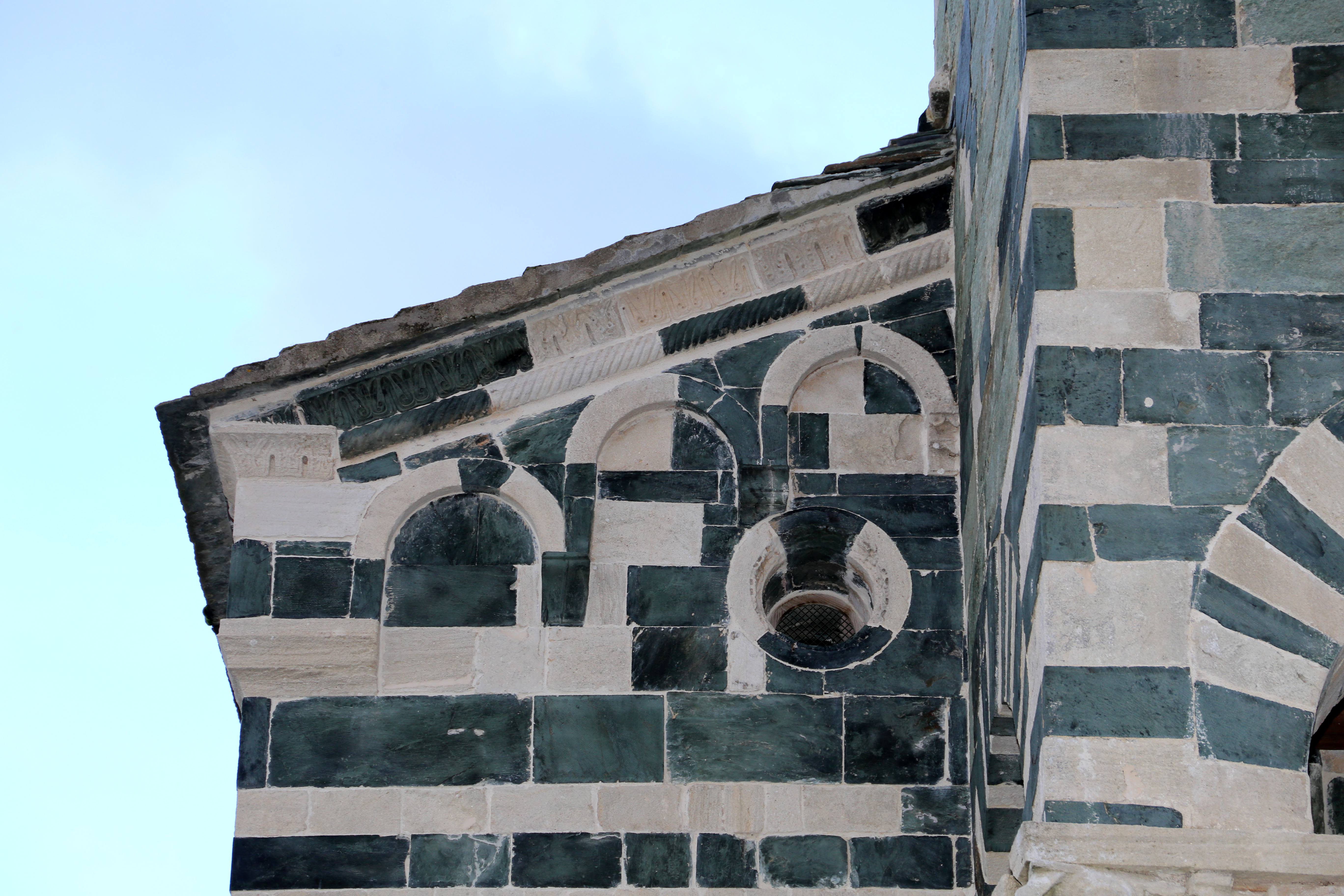
Voorbeeld van constructieve polychromie in de Romaanse San Michele de Murato, Corsica
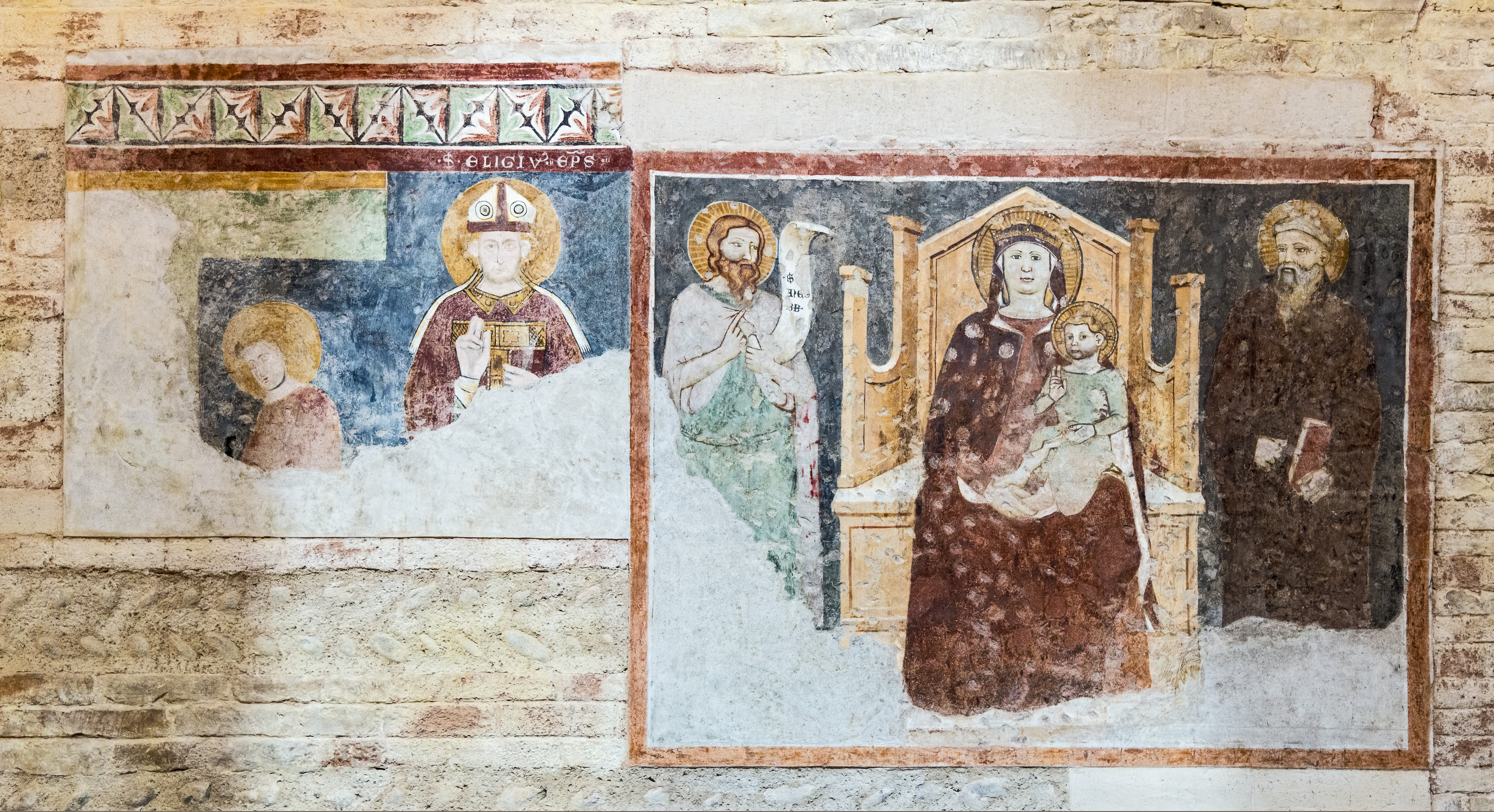
Fresco van Madonna met kind in de oude kerk 'San Giovanni in Fonte' in de kathedraal van Verona
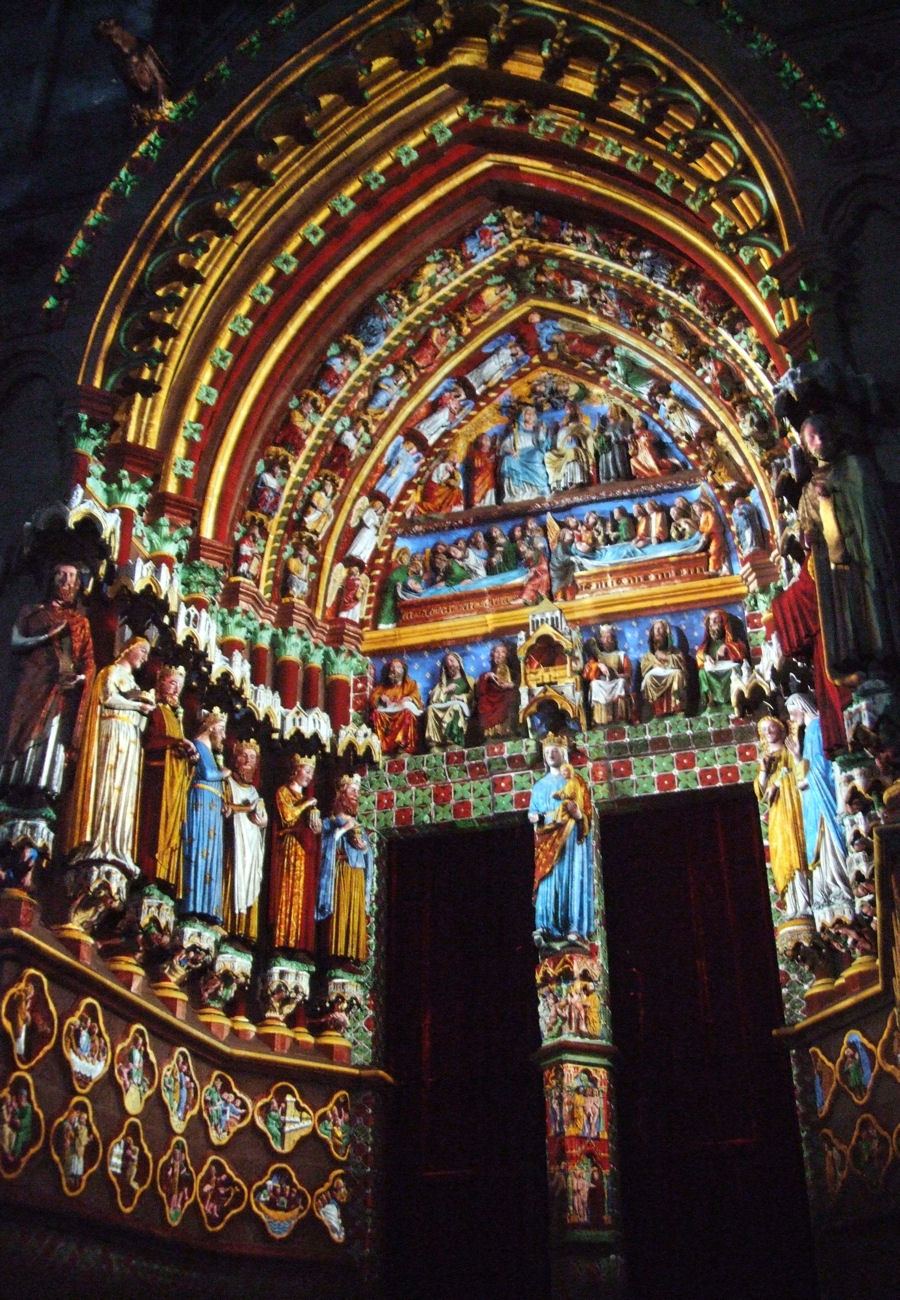
Bij de Notre-Dame van Amiens vindt jaarlijks een lichtshow plaats waarbij de oorspronkelijke polychrome schildering met kunstlicht wordt nagebootst

## Westerse islamitische (Moorse) architectuur

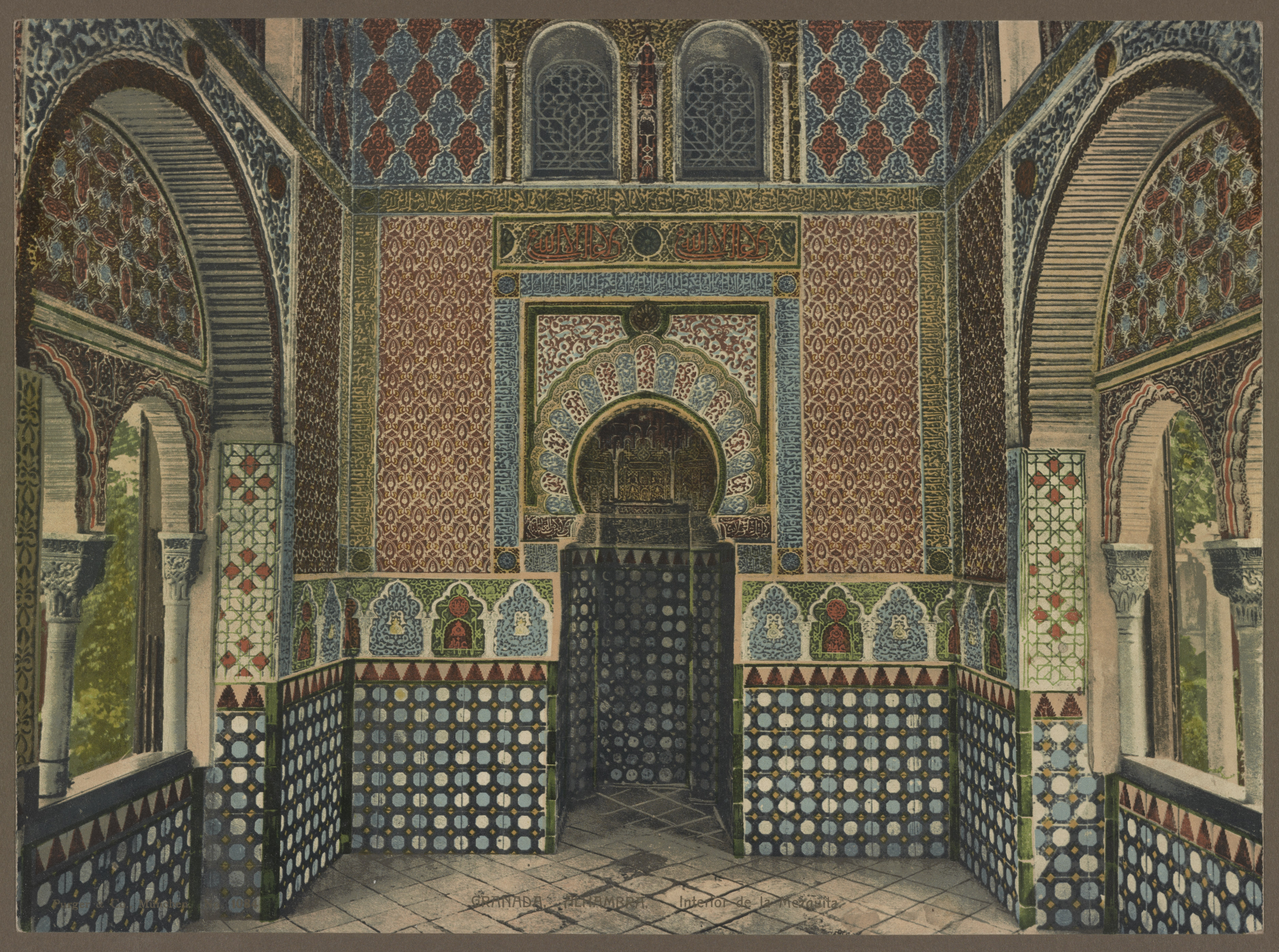
Fotochrome afdruk van het oratorium (privé-gebedshuis) van het Partal Palace, Alhambra.

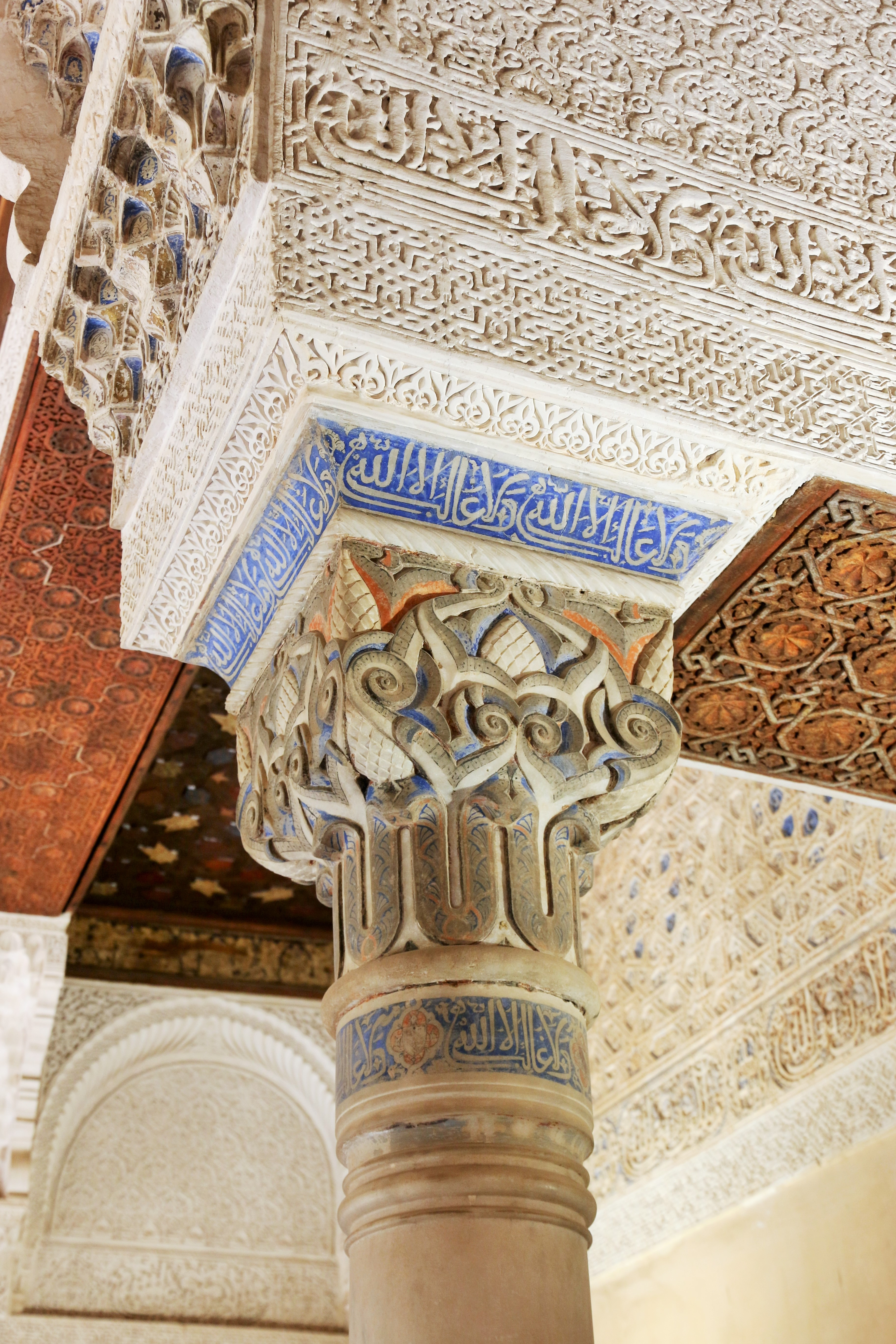
Detailopname van een zuil en plafond in Alhambra

Met de Moorse cultuur op het Iberisch Schiereiland kwamen Arabische invloeden Europa binnen. Het Alhambra  wordt als hoogtepunt van de kunst van deze periode beschouwd, in het bijzonder de gedeeltes die tijdens het Nasriden-tijdperk tot stand kwamen. De hoofdkleuren in de architectuur waren rood, blauw en (wit)goud. Door de kleuren dicht bij elkaar te plaatsen, werden optisch aanvullende kleuren gecreëerd: zacht violet (blauw en goud), lichtblauw (wit en blauw), purper (blauw en rood) en oranje (rood en goud). Vaak overheerst echter de gouden kleur. Op plateel (keramiek) werden vaak purper, oranje en groen gebruikt.
In de islamitische architectuur spelen aanvullend op het gebruik van kleur ook de lichteffecten een belangrijke rol. In bijna alle polychrome houtwerken in het Alhambra-paleis werd een glinsterende ondergrond gebruikt, zoals gepolijst bladtin. Aan het gips zijn soms gepoederd marmer en eierschalen toegevoegd, zowel om het harder te maken als om de aangebrachte pigmenten helderder en glimmender te maken.

## Renaissance-, barok- en classicistische architectuur en beeldhouwkunst

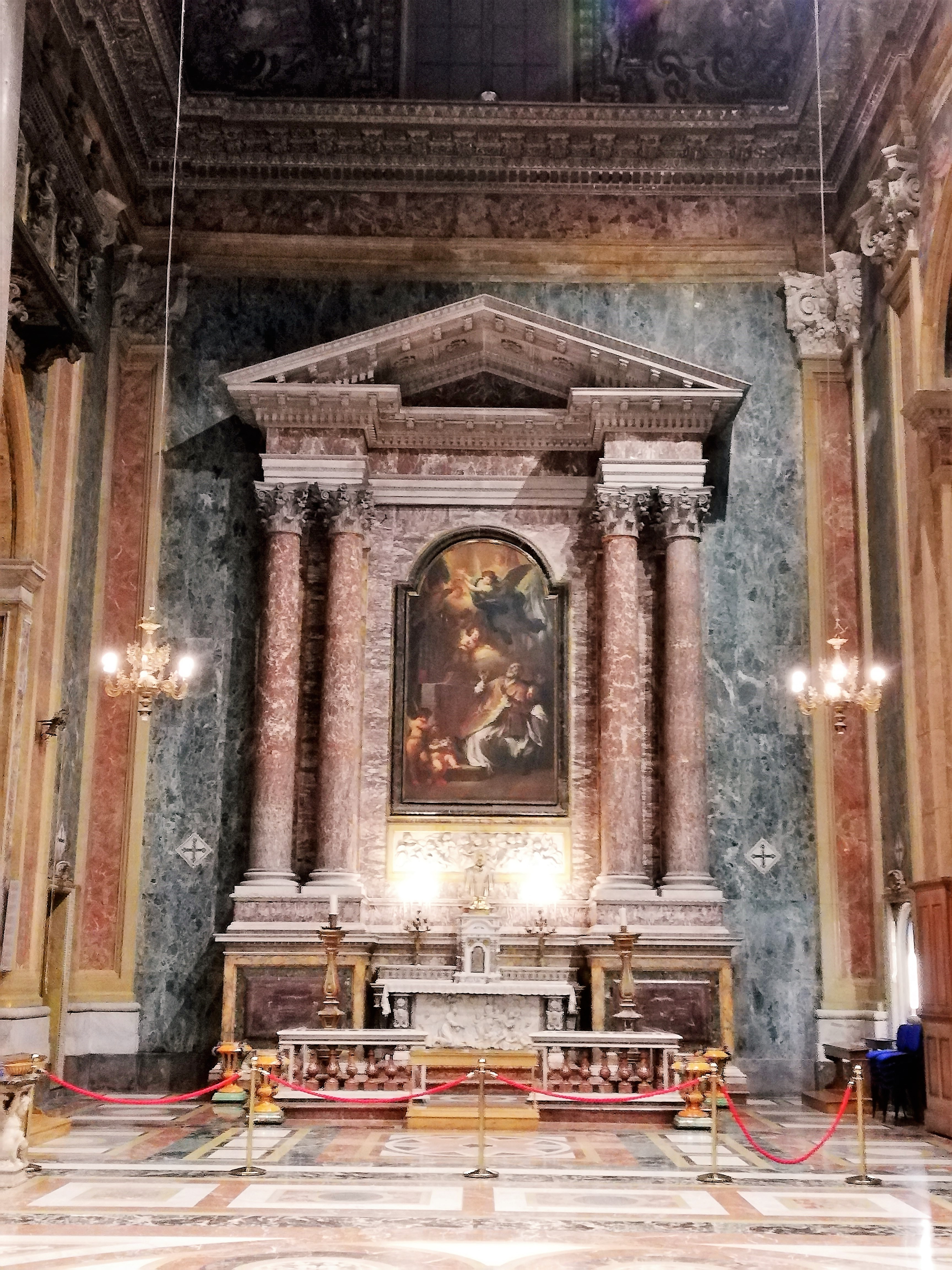
Vloeren en wanden versierd met polychroom marmer in de San Giuseppe dei Teatini (begin 17e eeuw) in Palermo, voorbeeld van Siciliaanse barokarchitectuur.

Tijdens de renaissance nam de rol van polychromie af, hoewel het kleuren van beelden in onder meer Spanje nog wel belangrijk was. In deze stroming werd de klassieke kunst als voorbeeld genomen, en de Griekse en Romeinse bouwwerken leken door vervaging van de kleuren onbeschilderd. In de renaissance werd bovendien geringschattend naar de middeleeuwse (kerkelijke) beelden gekeken, en met de reformatie werden, met de beeldenstorm als kenmerkend moment, veel kerkinterieuren 'schoongemaakt' en versoberd, waardoor de polychromie op veel plekken werd verwaarloosd of zelfs verdween. Er werden in de 17e en 18e eeuw nog wel (met name religieuze) beelden gepolychromeerd, maar de kwaliteit daarvan was aanzienlijk minder dan in de eeuwen daarvoor.
In de barokke beeldhouwkunst schoof de manier van kleurtoepassing mede door een nieuwe vorm van steenbewerking meer op naar de schilderkunst. Op Midden-Europees houtsnijwerk werd polychromie toegepast voor de nabootsing van brons, marmer en albast, en om gezichten levendiger en realistischer te maken. Glimmend goud werd gebruikt voor de elementen die iets wonderbaarlijks of goddelijks uitbeeldden. In de late barok in de 18e eeuw, de rococo, kwam de nabootsing van materialen tot een hoogtepunt in de verschillende disciplines als gesamtkunstwerk. Ook in de Italiaanse barokperiode was veelkleurigheid een belangrijk thema.
Vanaf halverwege de 19e eeuw was er veel waardering voor de pure, houten ondergrond waarin de vormgeving goed zichtbaar was. Om die reden werd van diverse gepolychromeerde houten beelden de kleurlaag verwijderd, soms nadat eerst al een overgeschilderde laag was verwijderd.
In het classicisme, dat nog sterker de vermeende puurheid van de klassieke kunst nastreefde, werden kleuren nog minder toegepast. Vanaf met name de tweede helft van de 18e eeuw, met de opkomst van het neoclassicisme, kreeg ook in veel kerkinterieuren monochromie de overhand.

## Neogotische en neoromaanse architectuur en beeldhouwkunst

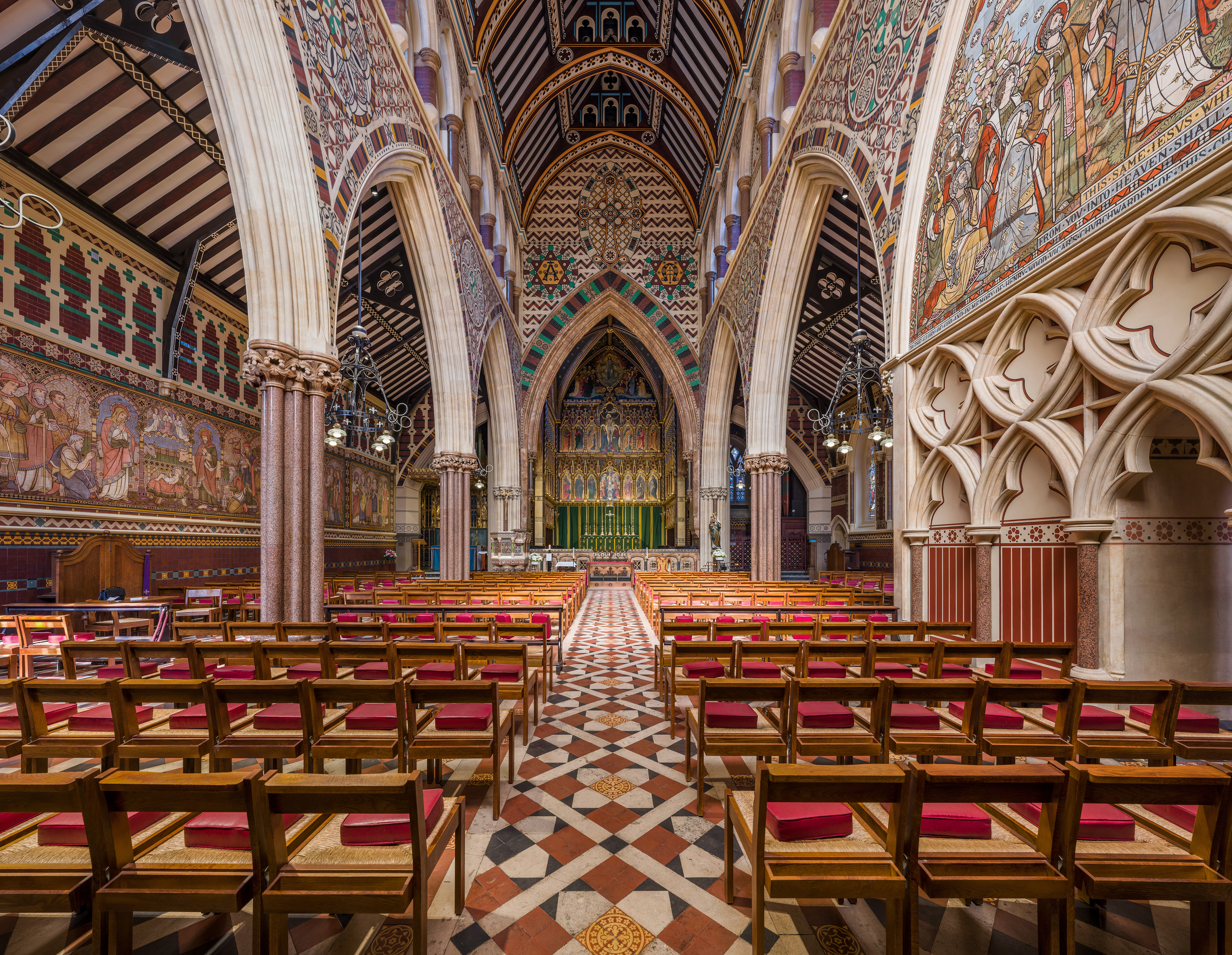
De Londense All Saints-kerk in Margaret Street: polychromie in de neogotische Hoog-Victoriaanse stijl.

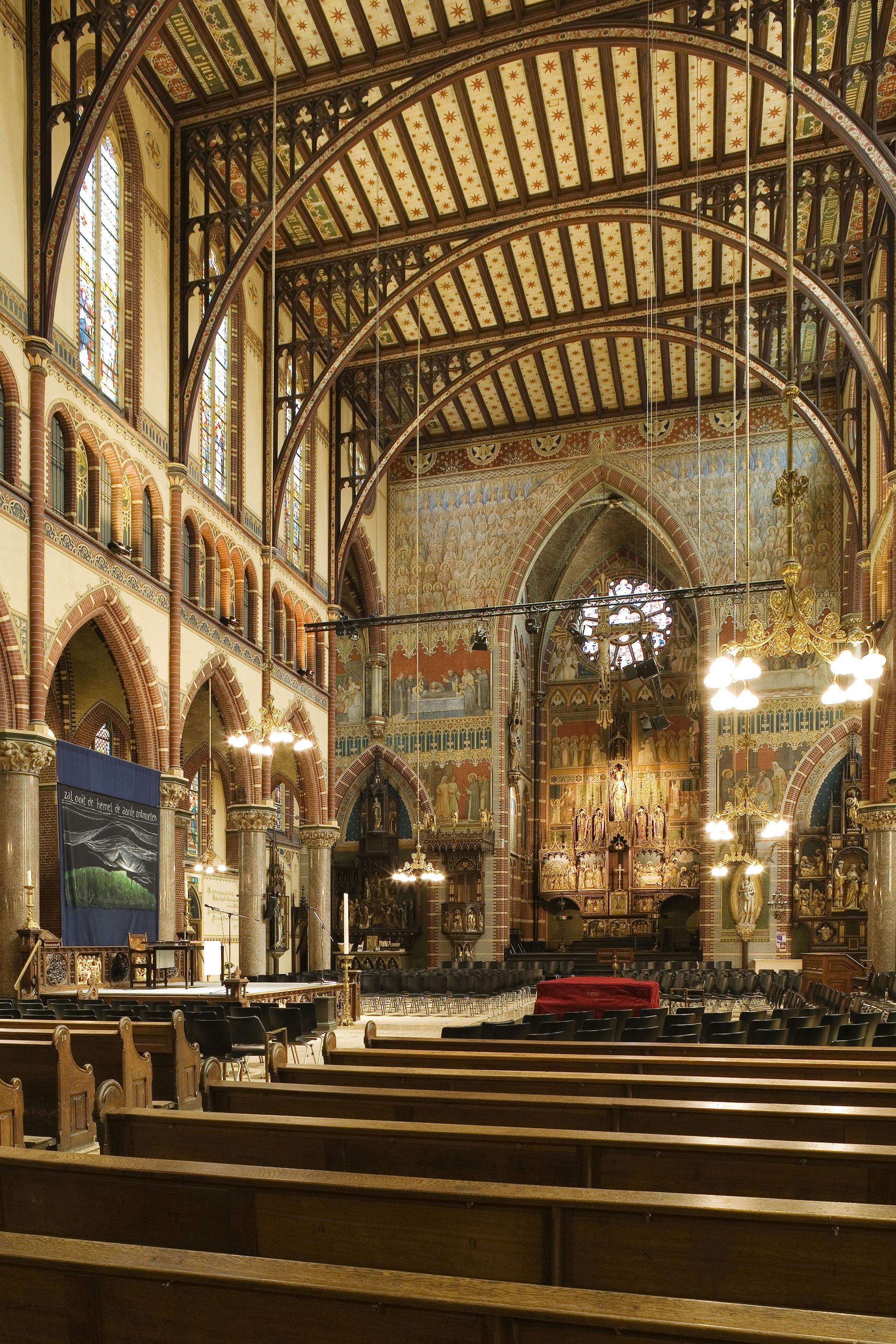
Polychromie op de binnenmuren van de Dominicuskerk (Amsterdam) van Pierre Cuypers, aangebracht 1902-1927.

In de neogotiek werd waarde gehecht aan het middeleeuwse christelijke vorm- en kleurgebruik. Kenmerkend is onder meer het gebruik van materiaalpolychromie, waarbij de kleurrijke, machinaal vervaardigde materialen decoratief werden toegepast. Ook ijzerstructuren werden, met name buiten de kerkarchitectuur, als ornamentaal onderdeel geïntegreerd in de neogotische vormgeving.
Vanuit Engeland was de rococostijl langzaam overgegaan in een romantisch teruggrijpen naar de christelijke middeleeuwen, rond dezelfde tijd dat de Engelse landschapsstijl opkwam. De romantisering van het (middeleeuwse) christendom in het werk Génie du christianisme van de Franse schrijver François René de Chateaubriand lijkt er mede aan bijgedragen te hebben dat de meerderheid van de Engelse zogenaamde Commissioners' churches die na 1818 werden gebouwd kenmerken van de gotiek vertonen. De verspreiding werd tevens kracht bijgezet door publicaties van John Ruskin en George Edmund Street (Italiaanse, middeleeuwse architectuur) en Eugène Viollet-le-Duc (vroeggotische architectuur). De Engelse architect Augustus Pugin had als een van de grondleggers van de neogotiek ook grote invloed op de neogotische polychromie, dankzij de gekleurde afbeeldingen die hij in zijn werken opnam.
In België introduceerden verschillende buitenlandse architecten de neogotiek, waaronder Edward Welby Pugin (Basiliek van Onze-Lieve-Vrouw van Dadizele) en Viollet-le-Duc (restauratie Stadhuis van Gent). Belgische architecten die voortbouwden in deze stijl waren onder meer Auguste Van Assche, Eugène Carpentier en Jean-Baptiste Charles de Bethune. Ook in Nederland werd in de nieuwe kerken duidelijk teruggegrepen naar de gotische architectuur. Met name architect Pierre Cuypers werd hierom bekend, zowel vanwege zijn betrokkenheid bij restauratiewerkzaamheden van oude polychrome muurschilderingen, als om zijn ontwerp van nieuwe veelkleurige kerkinterieurs. De Dominicuskerk in Amsterdam is daarvan een goed bewaard voorbeeld.
Net als de middeleeuwse polychromie kreeg de kerkelijke, neogotische architectuur al snel te maken met overschilderingen en ontpleistering, wat al begon in het interbellum. Na de Tweede Wereldoorlog kwam er een rigoureuze vernieuwingsdrang op, kracht bijgezet door de aandacht die Paus Pius XII in 1956 aan moderne kerkarchitectuur besteedde op het Internationaal Liturgisch Congres in Rome. Op veel plekken werden nu ook andere elementen van de neogotiek zoals beeldhouwwerk, gebrandschilderde ramen en kleurrijke vloeren vervangen door een abstracte, monochrome inrichting.

### Restauraties van middeleeuwse polychromie
Ook de historische betekenis van polychromie werd bediscussieerd. Drie jaar lang overlegden oudheidkundigen op de Archeologische Congressen te Brugge (1887), Charleroi (1888) en Antwerpen-Middelburg (1889), waarin werd bepaald dat binnen de artistieke traditie van de kerk polychromie tot het interieur van de kerken hoorde, en dat gepoogd moest worden historische schilderingen te restaureren. Dit kwam grotendeels overeen met de uitgangspunten van de neogotici.
De restauratiepraktijk stond echter nog in de kinderschoenen. Veelal werd getracht de restanten van schilderingen bij te werken of te herschilderen, en te completeren in een nieuw totaalconcept. Cuypers gaf zelfs eens aan te denken de oorspronkelijke vorm te hebben overtroffen. Zijn restauraties stuitten op kritiek van onder anderen de Engelse kunstcriticus John Ruskin en de Nederlandse kunstliefhebber en schrijver Bertus Aafjes, zoals bij het 'suikerzoete' kleurgebruik in de Sint-Servaasbasiliek in Maastricht. De uitstraling van mysterieuze ouderdom zou volledig verloren zijn gegaan. In de 20e eeuw werd de restauratie-opvatting archeologischer van aard, met absoluut respect voor het restant van de schildering, en werden de 19e-eeuwse restauraties (in het algemeen) beschouwd als een vertroebeling van de oorspronkelijke staat. Daarop werden de meeste schilderingen van Cuypers en zijn tijdgenoten weer verwijderd. Aan het eind van de 20e eeuw kwam er weer meer waardering voor de zeldzame resterende restauraties uit deze periode. Hoewel nog steeds wordt erkend dat de restauratiepraktijken soms onherstelbare schade hebben aangericht aan de oorspronkelijke schilderingen, worden ze als een nieuw hoofdstuk beschouwd in de kunstgeschiedenis.

## Artnouveau- en artdeco-architectuur
Ook in de eclectische stromingen en de art nouveau-stijl was polychromie een belangrijk onderdeel, waarvoor onder meer de gotische voorbeelden als inspiratie golden. Het gebruik van polychrome geveltegels is kenmerkend, in Europa vooral dankzij Antoni Gaudí en Otto Wagner, en in New York dankzij Louis Comfort Tiffany. De invloedrijke Belgische architect Victor Horta introduceerde de suggestie van natuur in interieurs met groen-grijze tinten, onder meer door daglicht door glas-in-loodramen te 'kleuren'. In de Art Deco-periode vond gebruik van gekleurde geveltegels onder meer nog toepassing in bioscoopgebouwen. In deze stijl, met de jaren 30 van de 20e eeuw als hoogtepunt, waren vooral gestandaardiseerde, geglazuurde terracotta-tegels populair.

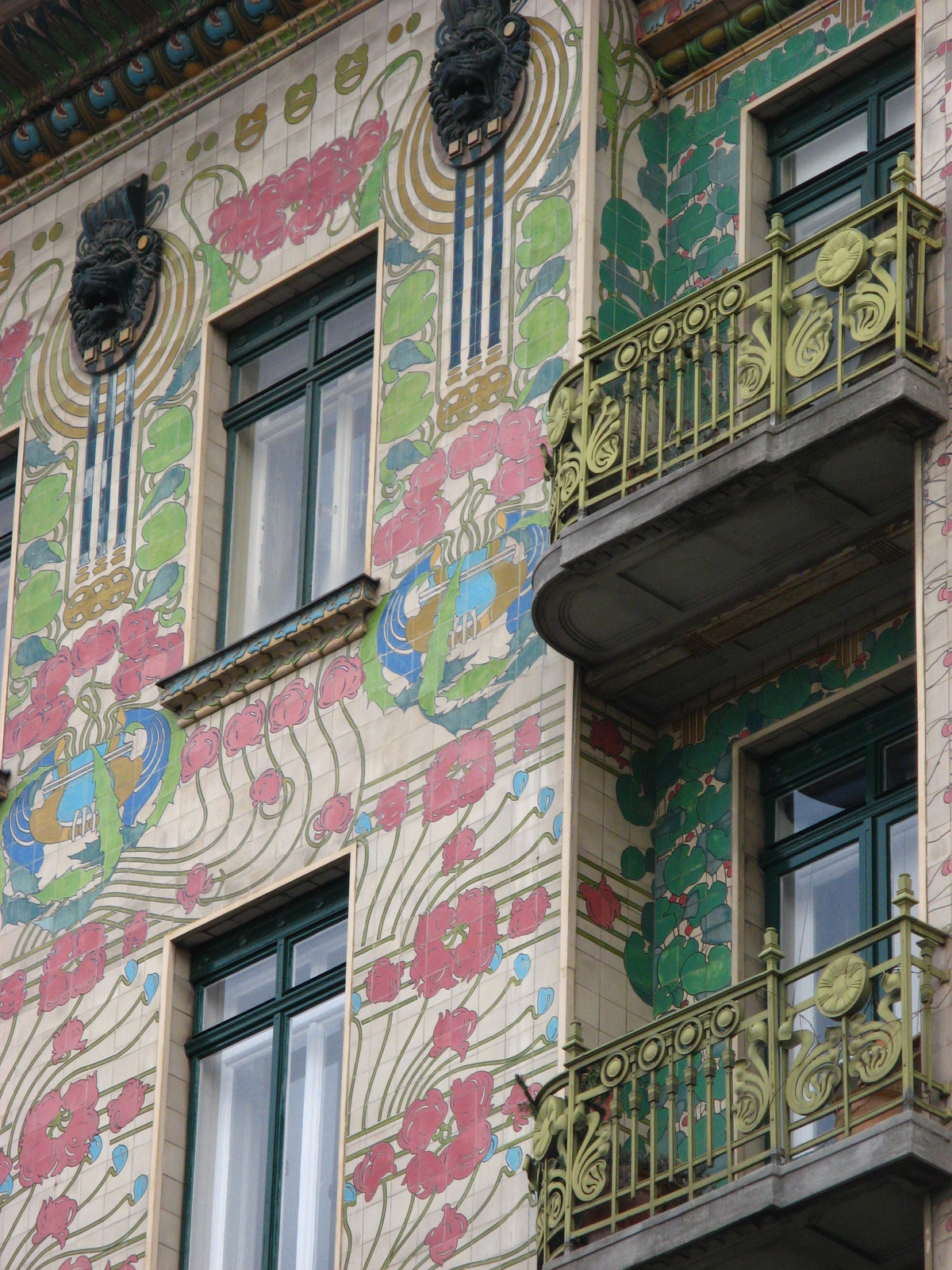
Majolica House (1898, Otto Wagner) in Wenen
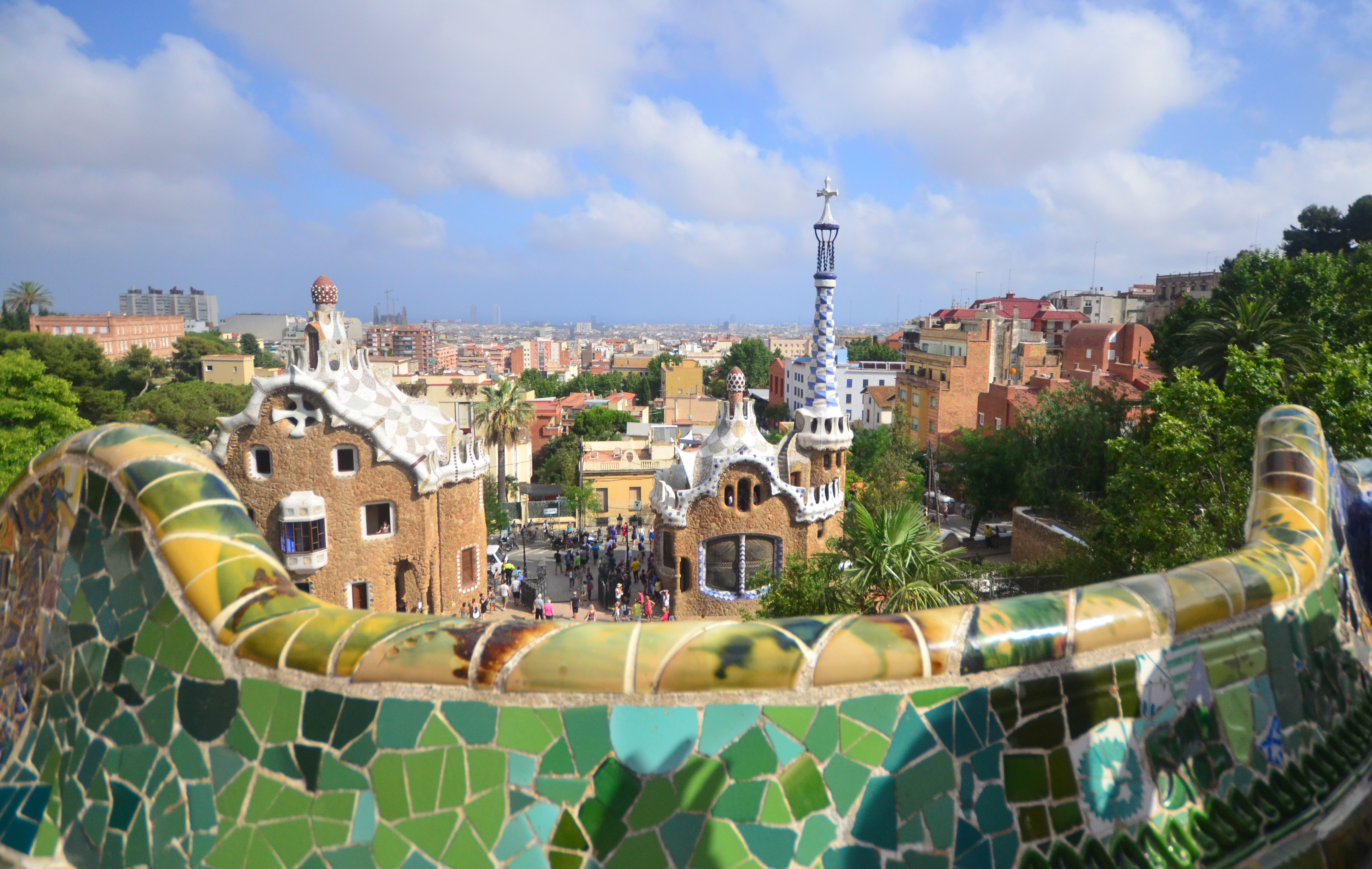
Antoni Gaudí was een belangrijke aanjager van kleurgebruik in de art nouveau, waaronder in Park Güell (1900-1914) in Barcelona
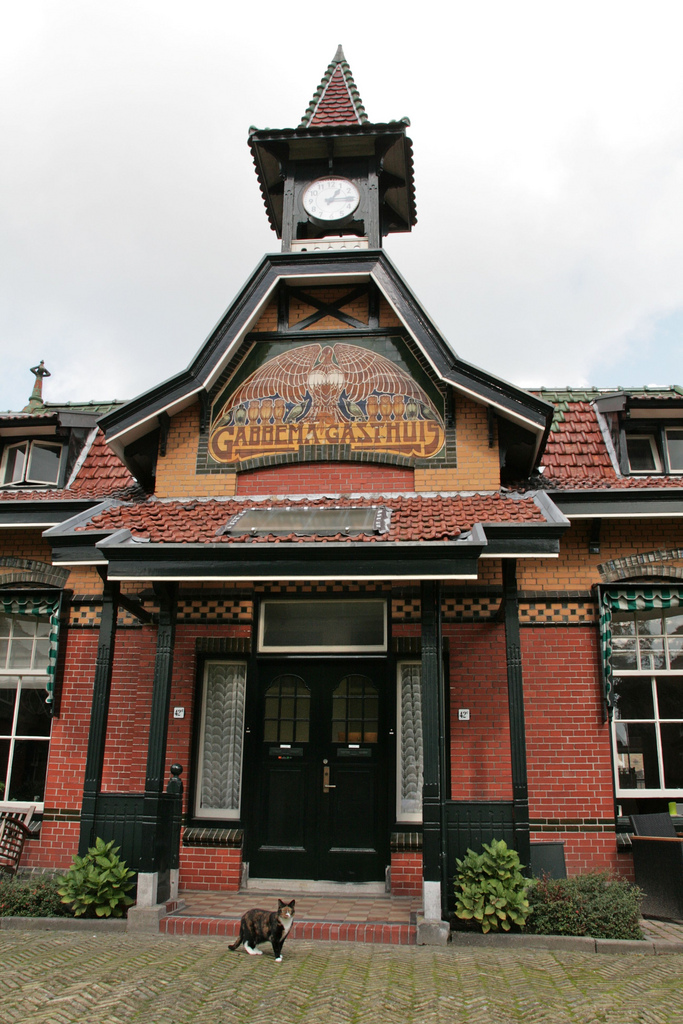
Polychrome ornamenttegels in de Jugendstil op het Gabbemagasthuis (1906) in Leeuwarden
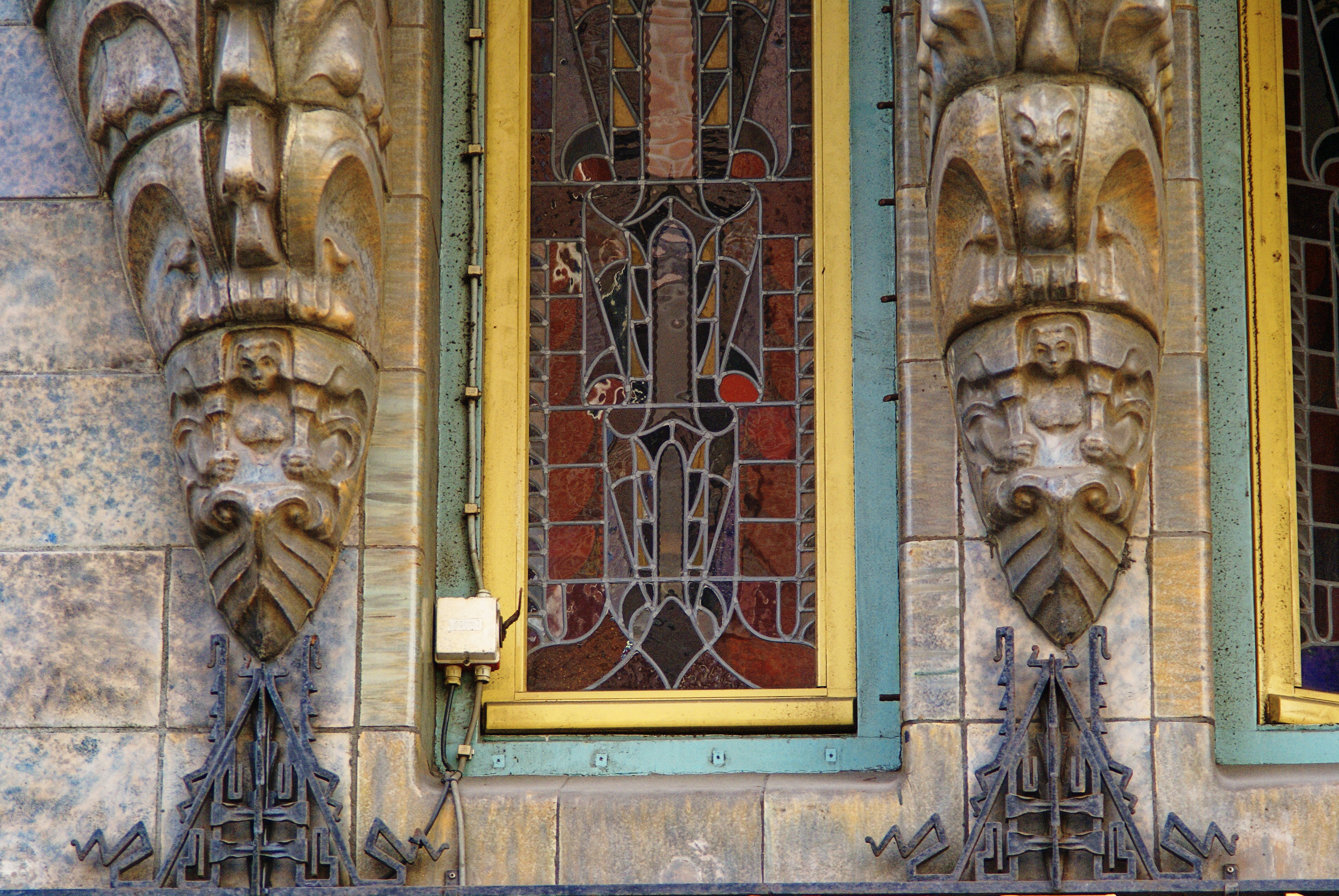
Detail van het Koninklijk Theater Tuschinski (1921) in art deco-stijl, Amsterdam

## Modernistische architectuur

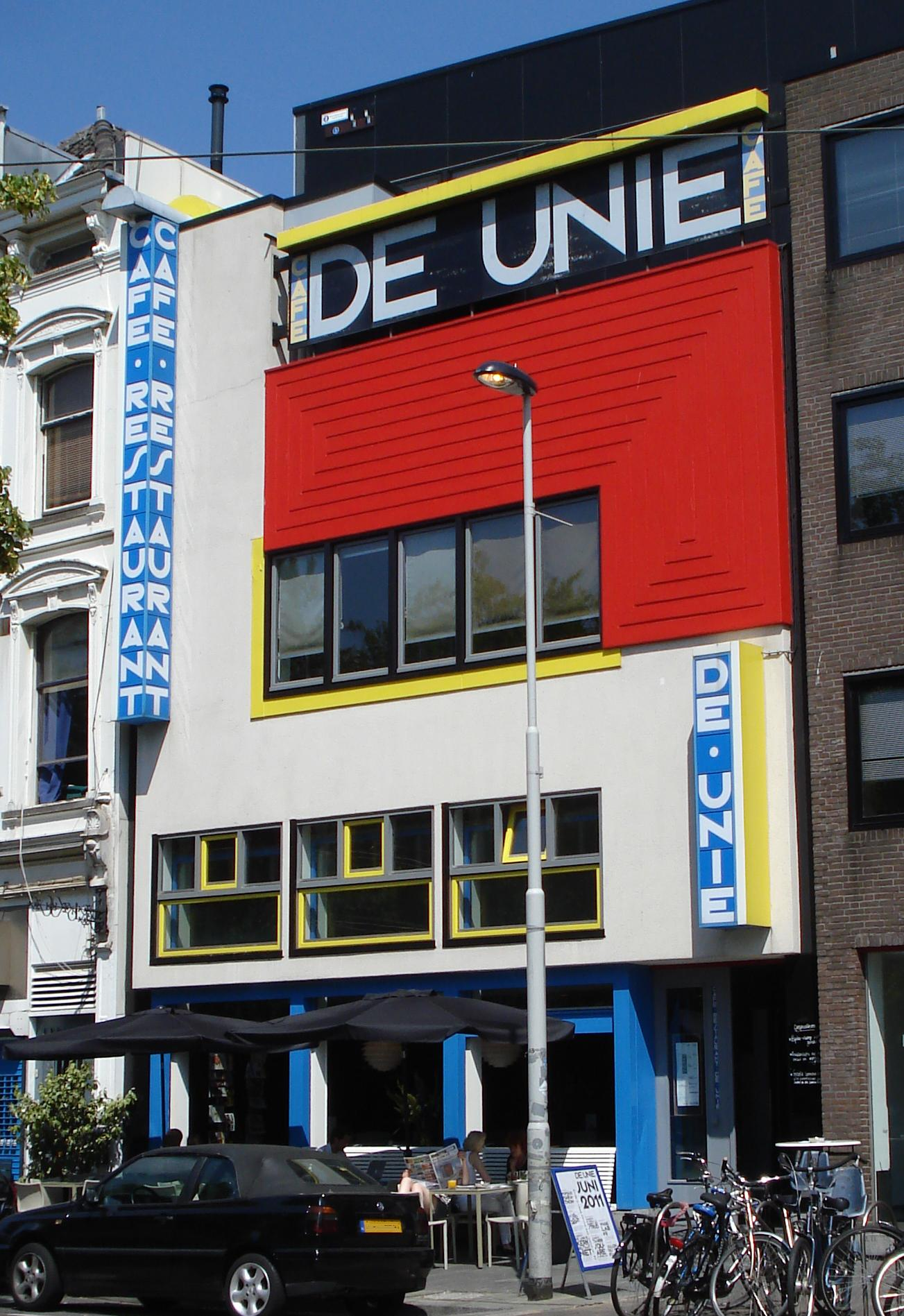
De Unie met primaire kleuren, J.J.P. Oud

### Bauhaus en De Stijl
Ontwerpers gelieerd aan onder meer Bauhaus en De Stijl zochten in toenemende mate naar zuivere vormen en kleuren. Wanneer er gebruik werd gemaakt van kleuren, waren dat over het algemeen de primaire kleuren rood, geel en blauw, zoals in de gevel van Café De Unie in Rotterdam door J.J.P. Oud. 

### Bruno Taut
Andere modernistische architecten gebruikten een breder palet, zoals de Duitse Bruno Taut die aansluiting zocht op de volksere architectuur en wilde bijdragen aan een persoonlijke identiteit van de woningen. Hij zag het gebruik van kleur bovendien als relatief eenvoudig middel om ruimtes en gebouwen vrolijker te maken, bijvoorbeeld in grotere complexen met goedkopere woningen. Hij beschouwde de kleur echter niet als 'make-up', maar als constructief onderdeel van het gebouw en de stedenbouw. Hij presenteerde zijn gedachten onder meer op Der erste deutsche Farbentag in 1924 in Hamburg. Hoewel zijn woningen geliefd waren, werd zijn werk door verschillende tijdgenoten, enigszins laatdunkend, als capricieus en expressionistisch beschouwd.

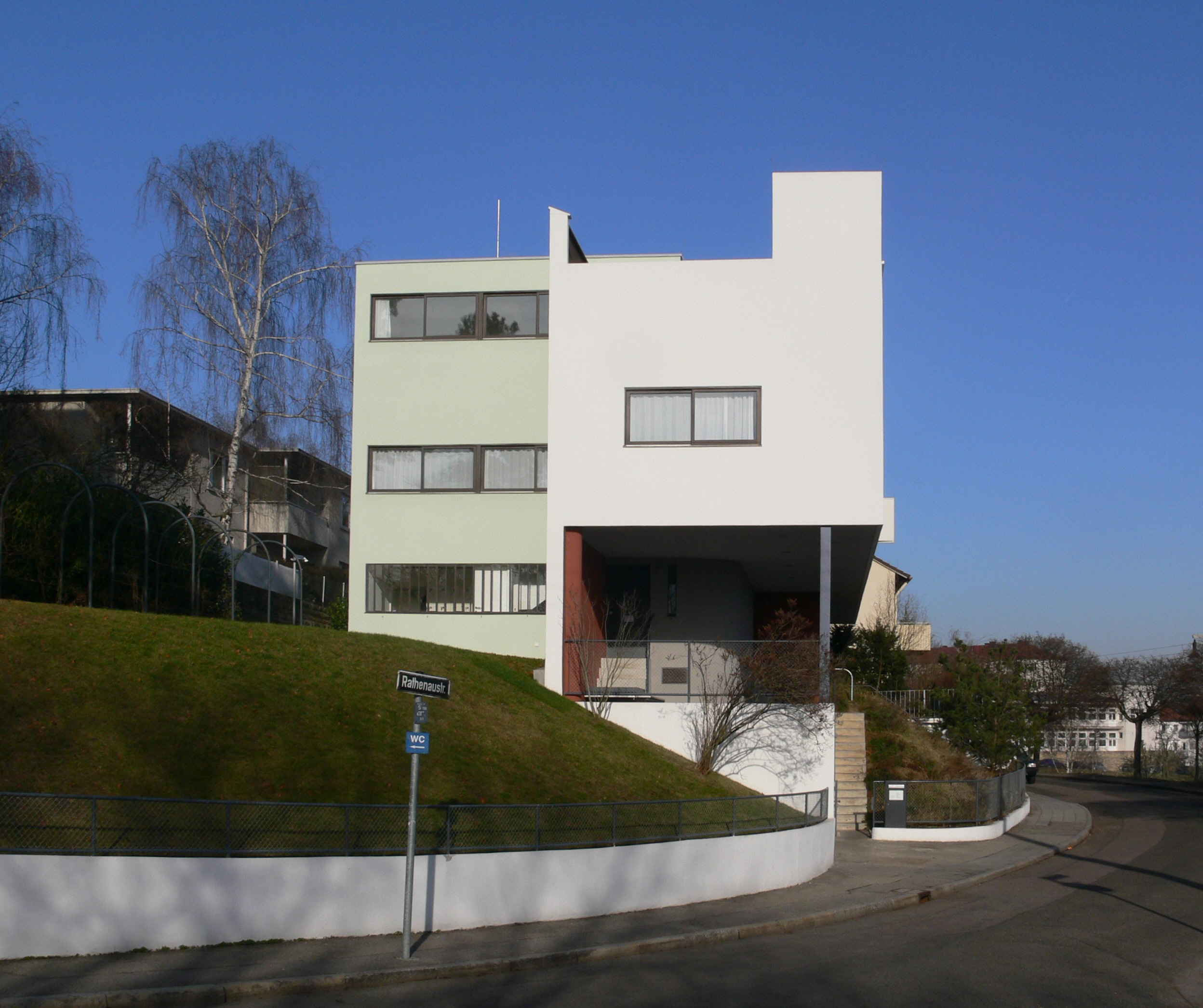
Lichtgroene zijmuur op een woongebouw van Le Corbusier in de Weißenhofsiedlung in Stuttgart. De overbouwde binnenmuren zijn rood, de kolommen blauw.

### Le Corbusier
Ook de modernistische architect Le Corbusier zag polychromie als een 'wezenlijk onderdeel' van de architectuur. De expeditie van De Stijl (1923-1924) in de Galerie de L'Effort Moderne van Léonce Rosenberg inspireerde Le Corbusier voor de toepassing van grote gekleurde oppervlakken in de Villa La Roche, waarbij de kleuren aansloten bij de verschillende typen ruimtes. Vervolgens begon hij ook kleur toe te passen op het exterieur, waarvan zijn werkwoningen in Pessac een bijzonder voorbeeld zijn. De kleuren op deze muren komen overeen met de kleuren in zijn schilderijen uit die tijd: wit en bruin aan de straatzijde, en lichtgroen en wit op de zijmuren. De kleuren droegen bij aan de ruimtebeleving, zoals blauw opging in de lucht en lichtgroen in gebladerte. Zijn kleuren worden omschreven als elegant, met een Parijse, haute-couture-uitstraling. Le Corbusier gebruikte namen als 'Ruimte', 'Lucht', 'Zand' en 'Fluweel'. Hij stelde het Polychromie Architecturale op, een manuscript over kleurgebruik in de architectuur, dat tijdens zijn leven echter onuitgegeven bleef. Gedeeltes ervan werden wel gebruikt in zijn catalogus voor behangstalen voor 'Salubra' (1931), dat een kleurensysteem inhield bestaand uit 43 kleuren die allemaal onderling konden worden gecombineerd. In 1959 volgde 'Salubra II', waarin hij 20 andere kleuren opnam.